# Geleider (hoogspanning)

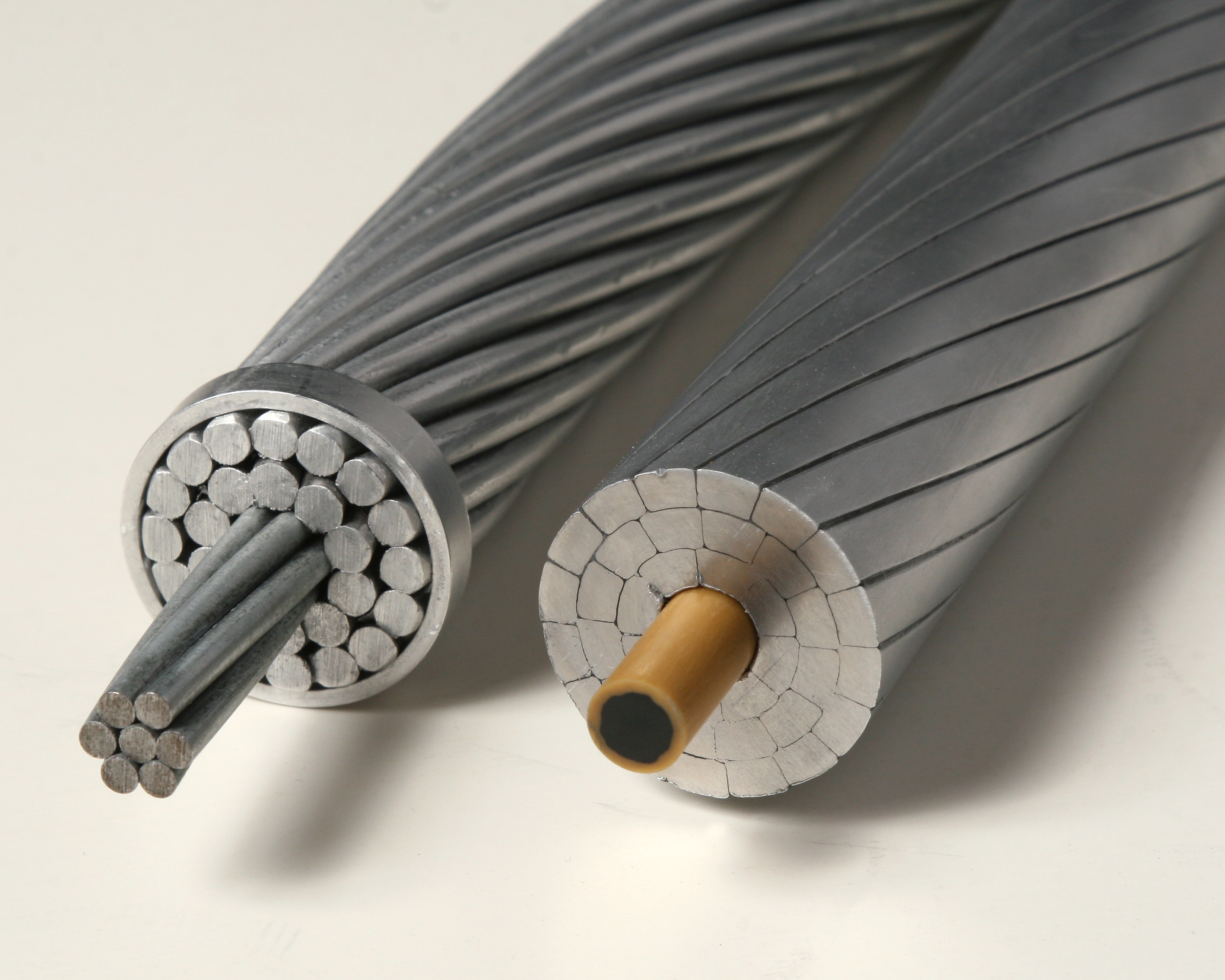
Aluminium geleiders, links met centrale staalkabel ACSR, rechts met glasvezel-kunststofcomposiet, een HTLS-geleider van type 4

Een geleider van een bovengrondse hoogspanninglijn is een draad die elektrische energie transporteert. Geleiders hangen aan hoogspanningsmasten.
Geleiders hebben geen isolerende mantel, ze zijn kaal, zodat kortsluitingen en ongewenste stroompaden over het algemeen alleen worden voorkomen door veiligheidsafstanden. De geleiders worden daarom voldoende hoog boven de grond opgehangen en met goede isolatie aan de hoogspanningsmasten bevestigd. Het traject moet vrij zijn van hoge obstakels. Kale geleiders hebben het voordeel dat ze hun warmte ongehinderd aan de omringende lucht kunnen afgeven.
Kabels die onder de grond liggen hebben juist wel een isolerende mantel, en hun gewicht is van weinig belang.
Vaak hangen helemaal bovenaan hoogspanningsmasten ook draden die functioneren als bliksemafleiders, en geen elektriciteit transporteren.
Dat zijn de bliksemdraden.

## Geleiderbundels
Om meer stroom te kunnen voeren kunnen geleiders worden gebundeld. Dat wordt soms gedaan bij  voor spanningen tussen 100 kV en 250 kV, en bij hogere spanningen bijna altijd. De geleiders van een bundel worden bij elkaar gehouden door bundelafstandhouders, ook wel veldafstandhouders genoemd. Afstandhouders zijn er in vele soorten en maten. Ze zorgen dat de draden onderling op vaste afstand gehouden worden en niet tegen elkaar kunnen komen, wat slijtage en een vervelend geluid kan geven.
Voordeel van een bundel boven een enkele, dikkere geleider:
- Draden in een bundel kunnen hun warmte beter kwijt
- Als gevolg van het skineffect loopt aan de buitenzijde van elke geleider de meeste stroom. Een bundel heeft meer 'buitenzijde' dan een enkele draad van dezelfde doorsnede.

In Nederland worden hoogstens vier draden in gebundeld, maar bijvoorbeeld in China worden soms bundels gemaakt van acht geleiders.

Bundelafstandhouders
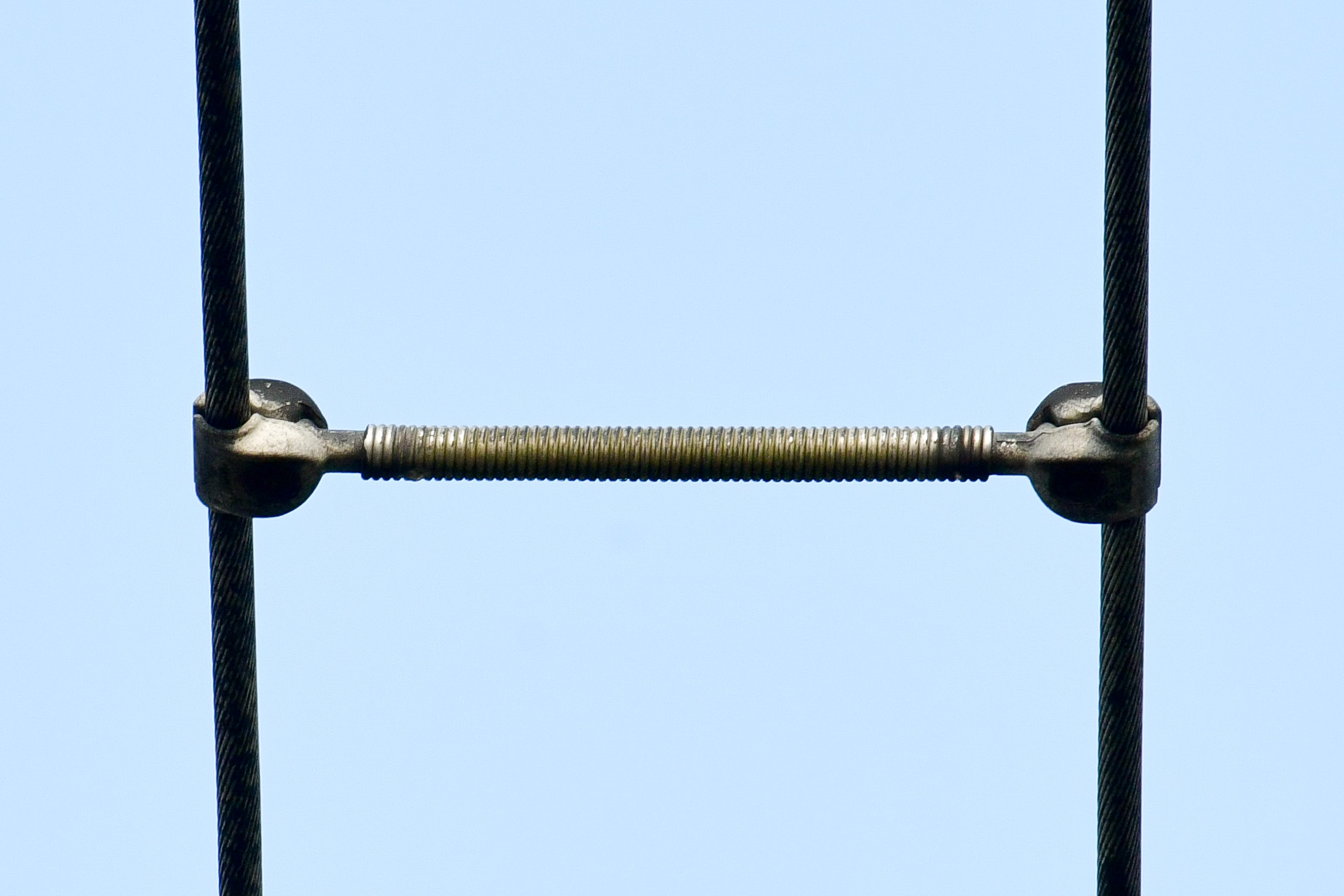
Afstandhouder in een tweebundel
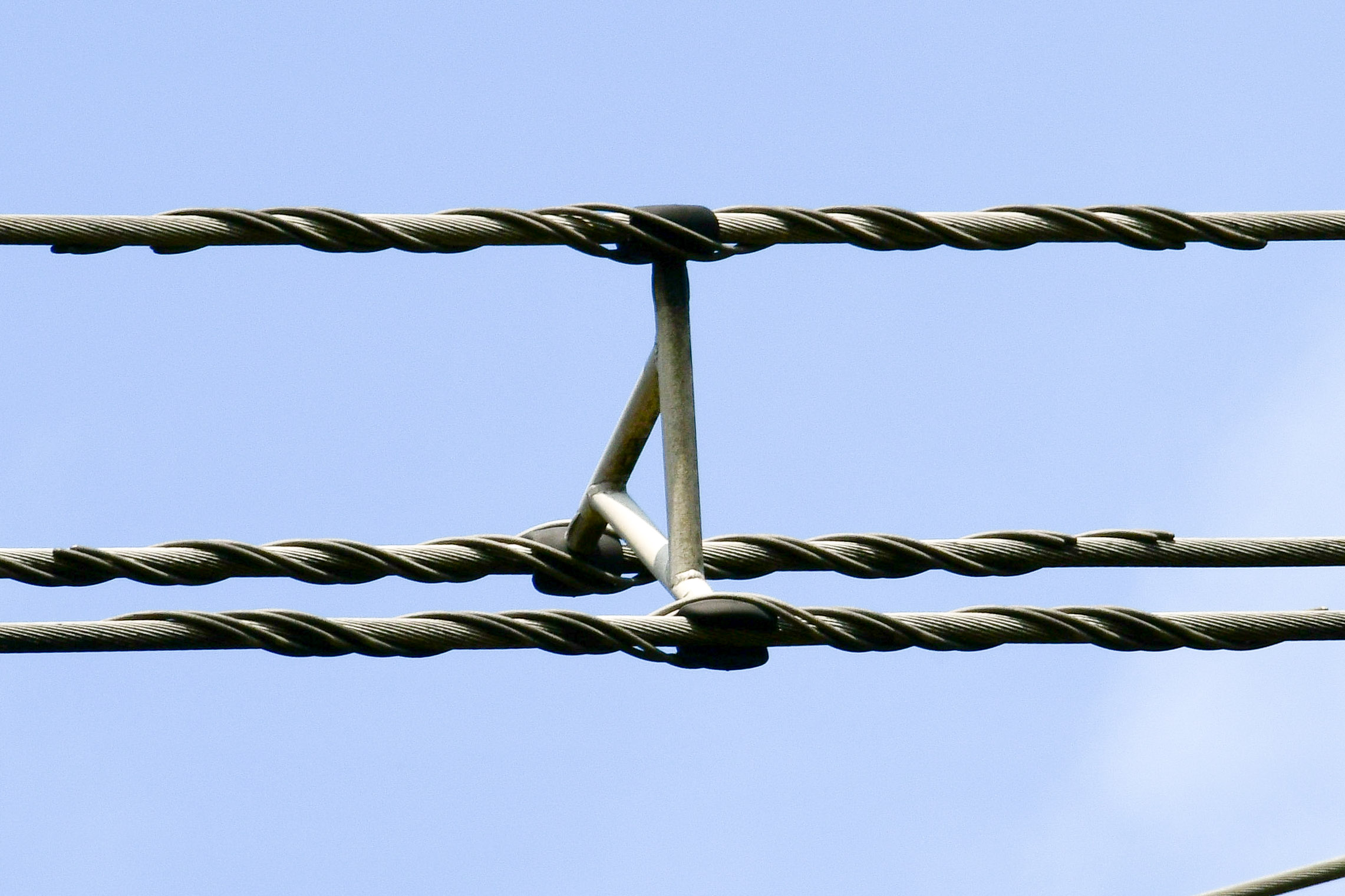
Afstandhouder in een driebundel
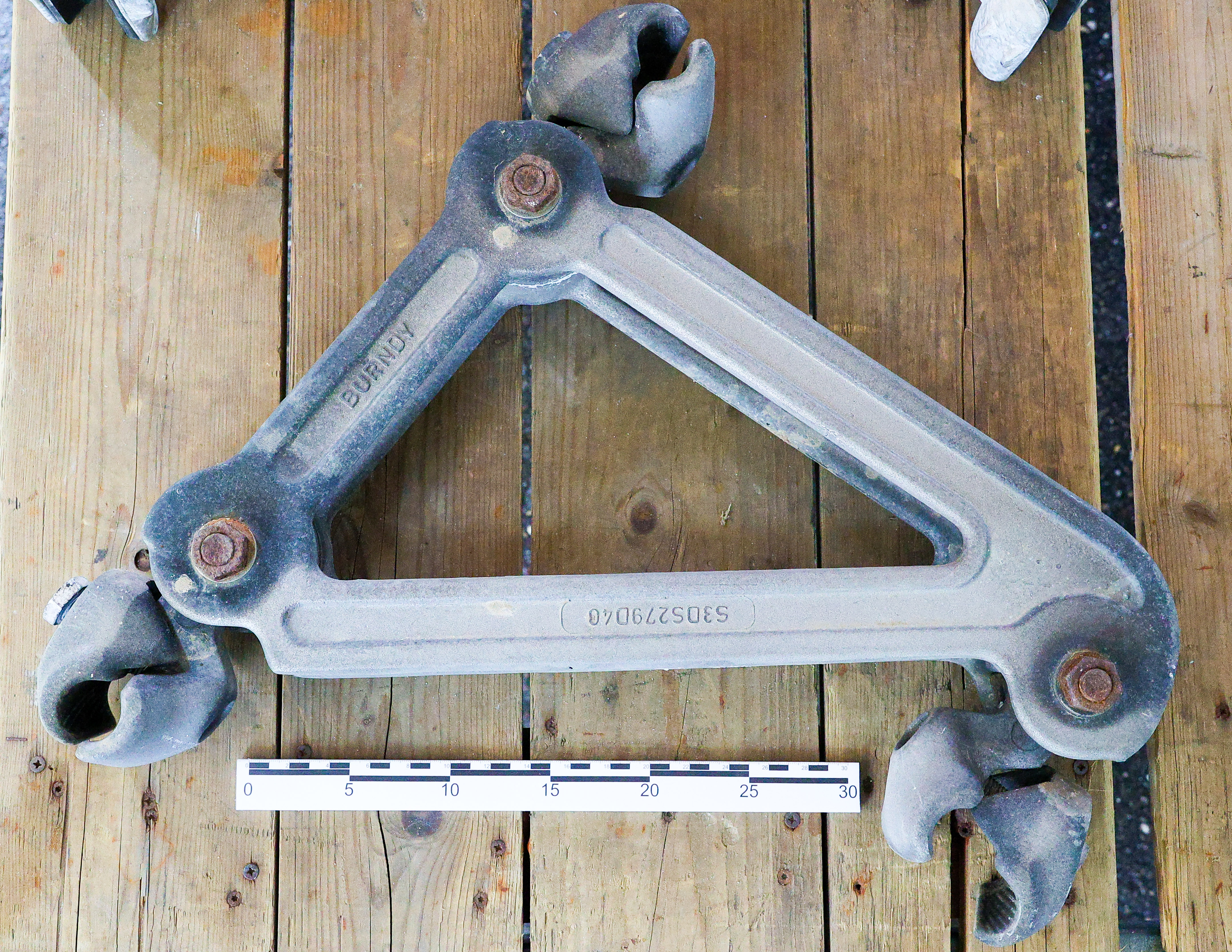
Grootste maat is ruim een halve meter
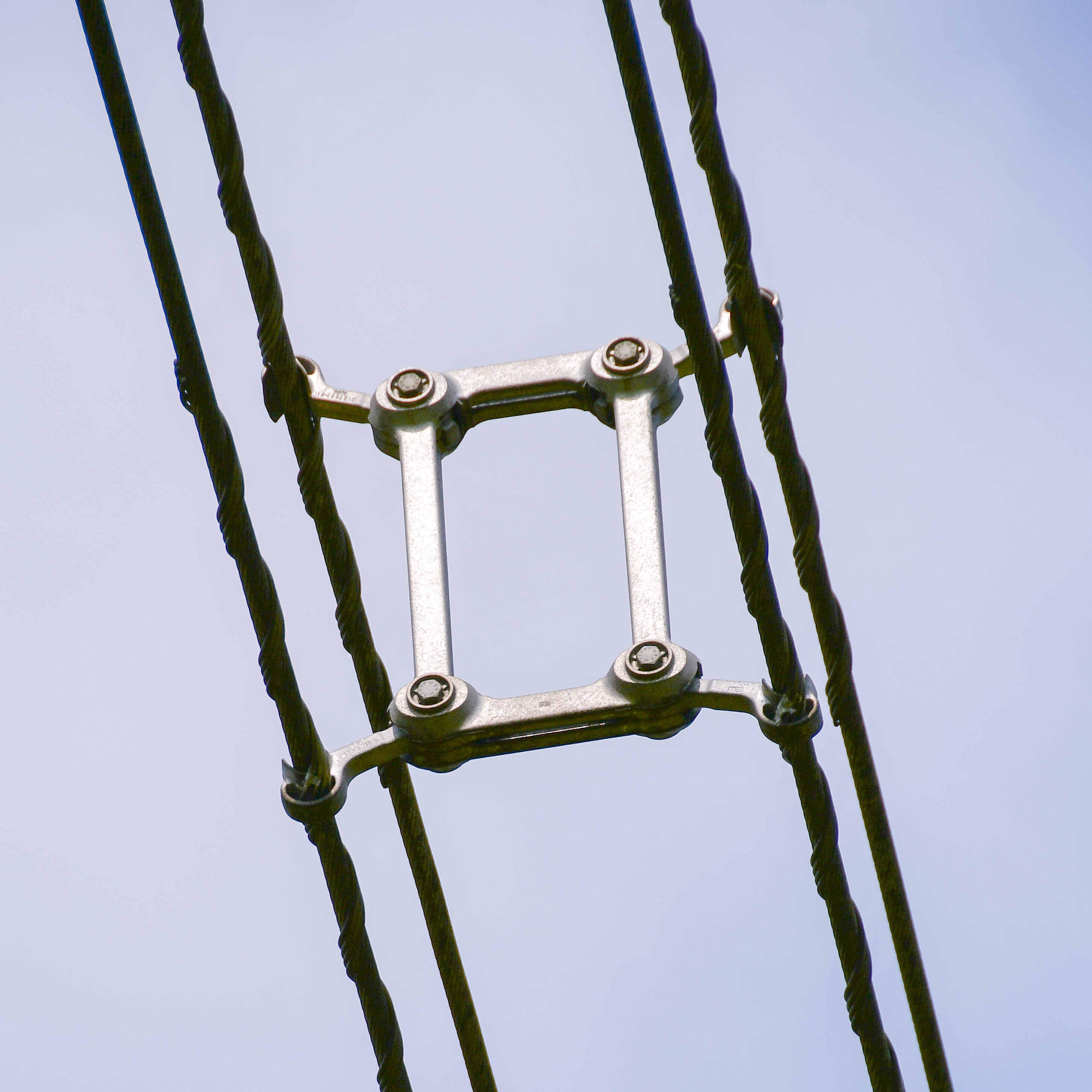
Afstandhouder voor een vierbundel
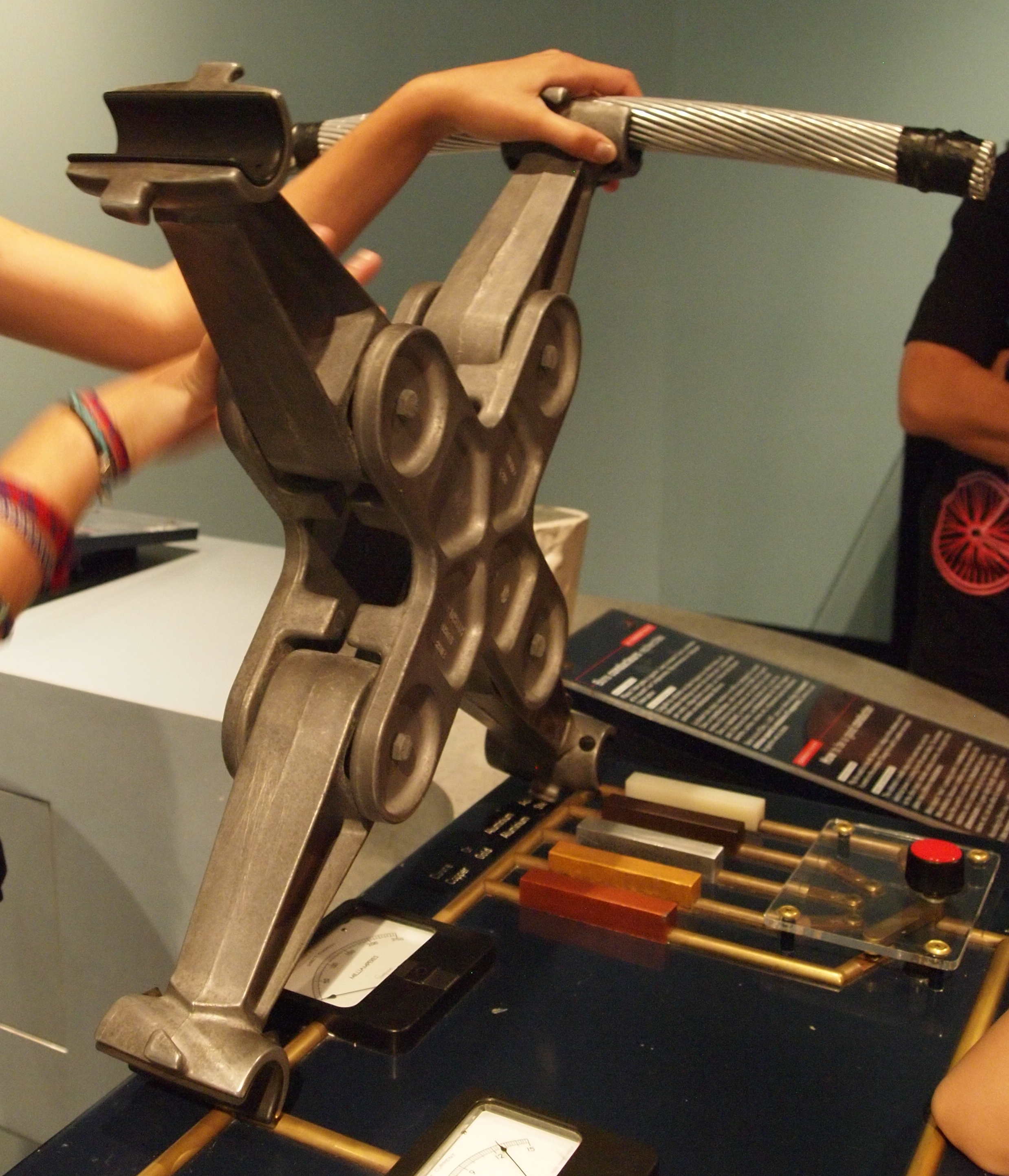
Afstandhouder voor een vierbundel
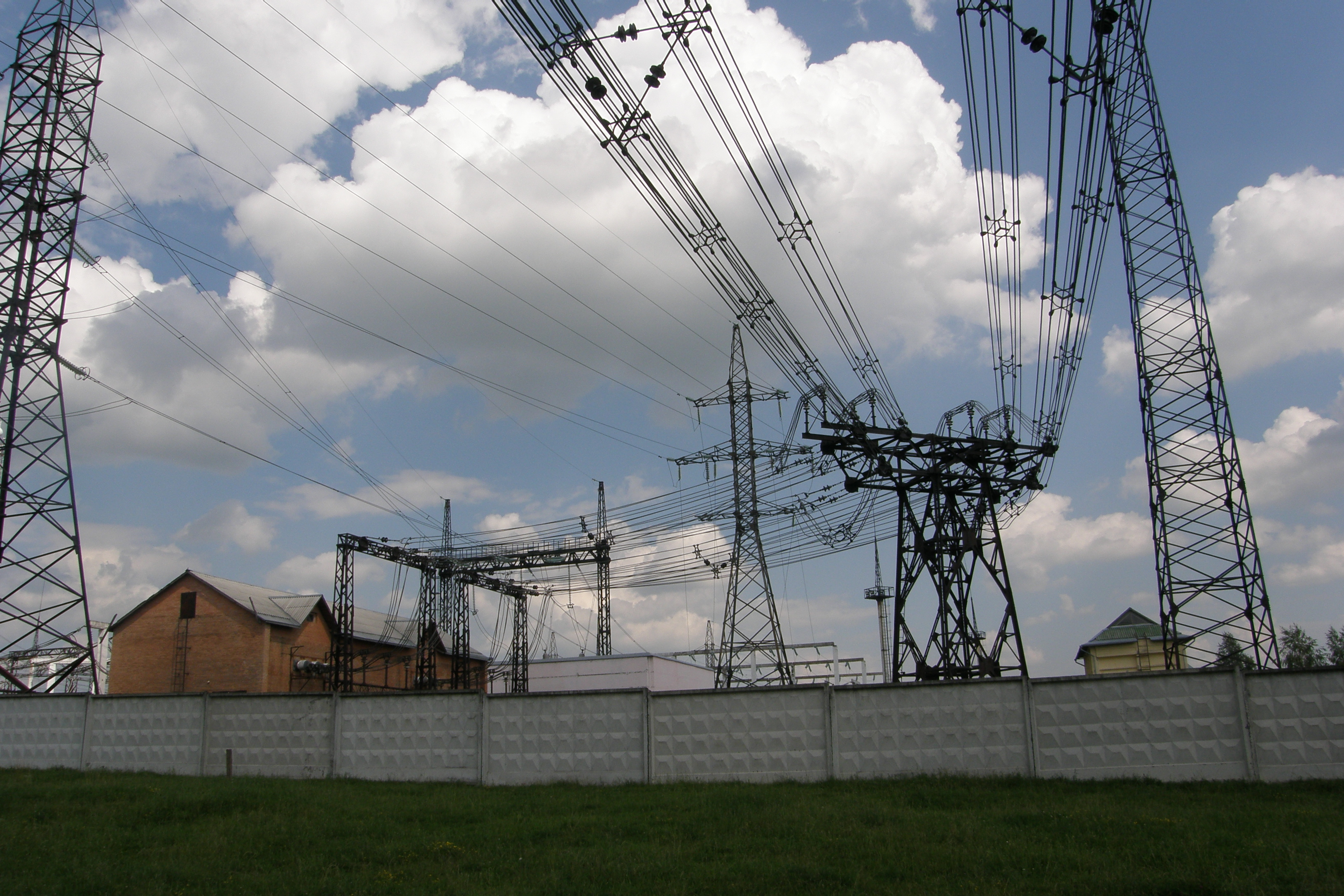
Bundels met zes geleiders
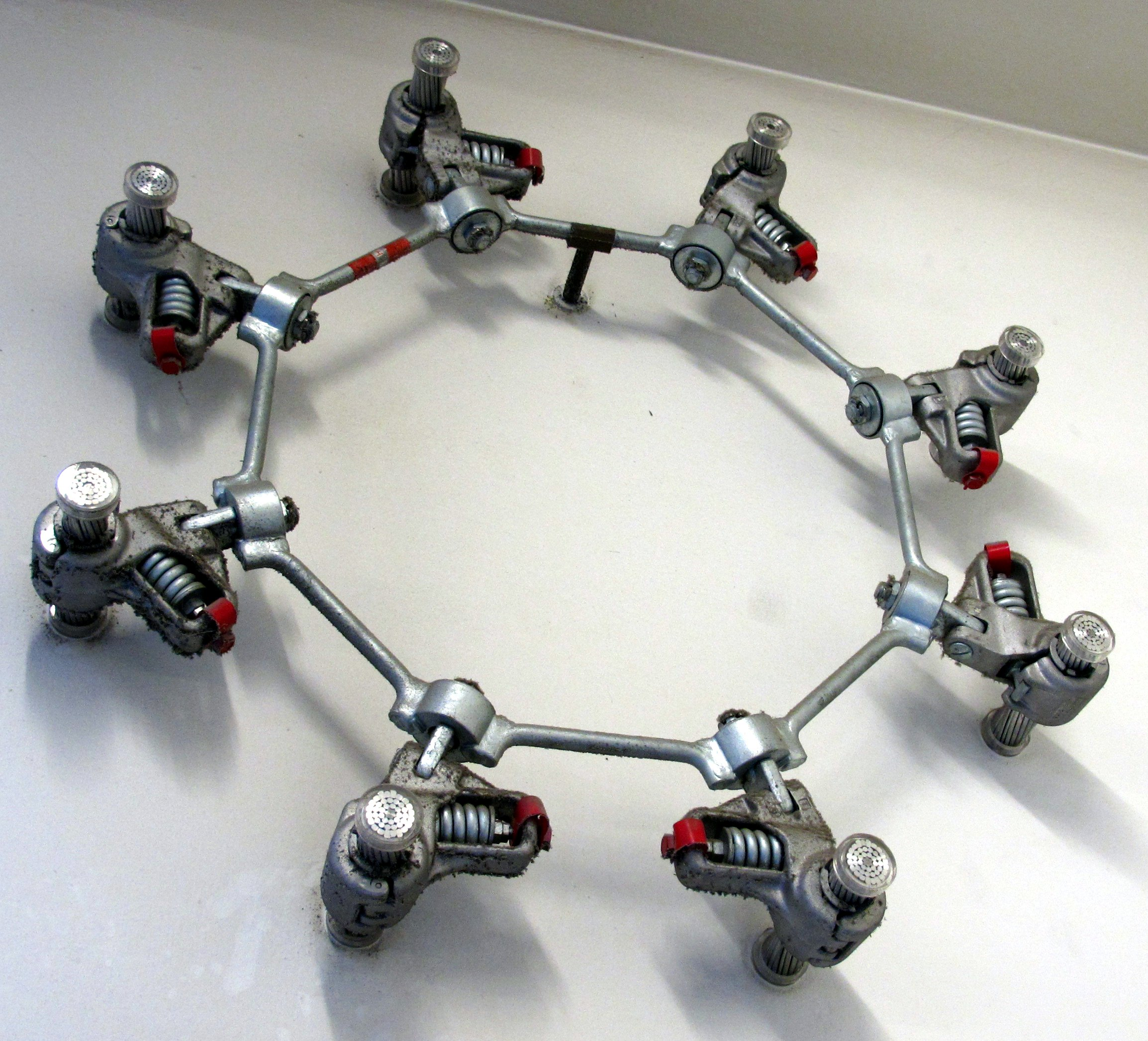
Afstandhouder voor acht geleiders

## Materialen
Het meest economische compromis tussen materiaalkosten, gewicht en elektrische geleidbaarheid wordt geboden door aluminium. Dat geleidt minder goed dan koper, maar is aanzienlijk goedkoper en lichter van gewicht. Bovendien corrodeert aluminium niet doordat het een beschermlaag van aluminiumoxide vormt. Geleiders van zuiver aluminium kunnen alleen voor korte overspanningen worden gebruikt, omdat ze anders breken onder hun eigen gewicht, door wind of door een gewicht aan ijzel.
Stalen kabels bieden wel een hogere treksterkte, maar de elektrische weerstand van staal is aanzienlijk hoger dan die van aluminium.
Daarom worden gecombineerde aluminium-staalkabels veel gebruikt, vooral voor grote overspanningen. Ze hebben een stalen kern aan de binnenkant, die zorgt voor mechanische treksterkte en daar omheen aluminiumdraden, die rond zijn of de vorm van een trapezium hebben en voor een goede elektrische geleiding zorgen.
Kabels gemaakt van AA6201, Aldrey, een aluminiumlegering met 0,5% magnesium en 0,5% silicium, hebben een hoge treksterkte, zelfs zonder stalen kern.

### Geleiders voor hoge temperaturen
Omdat aluminium bij hogere temperaturen zacht wordt, mag de bedrijfstemperatuur van dergelijke geleider niet hoger worden dan rond de 80° C. De geleiders gaan anders te veel doorhangen.
Behalve conventionele aluminium geleiders worden ook hogetemperatuurgeleiders gebruikt:
- conventionele hogetemperatuurgeleiders, TAL-geleiders – Door de toevoeging van zirkoon wordt de toelaatbare temperatuur verhoogd tot 150 °C. Daarmee wordt ook de toelaatbare stroomsterkte 50 tot 60 % hoger. De kosten bedragen ongeveer 1,8 keer de kosten van conventionele aluminium geleiders.
- Geleiders voor hoge temperaturen die weinig uitzakken (HTLS): HVCRC-, ACCC- en ACCR-geleiders hebben elk een kern van koolstofvezelmateriaal met een glasvezelmantel. Aluminiumlegeringen die bestand zijn tegen hoge temperaturen worden gebruikt als geleidend materiaal. Met dergelijke typen geleiders kan een verdubbeling van de stroomdraagcapaciteit worden bereikt met een kostenstijging van 3 tot 8 keer, vergeleken met conventionele aluminium geleiders.[1]

De kern van HTLS-geleiders kan beschadigen als de geleider te sterk gebogen wordt. Dat vereist speciale voorzieningen bij het inhangen. Persmoffen kunnen bij dit type niet worden gebruikt.
De hogere temperaturen gaan samen met extra transmissieverliezen.
Die zouden voorkomen kunnen worden door meer of dikkere geleiders te gebruiken, maar dan zouden ook de masten moeten worden aangepast aan het grotere gewicht van de geleiders, en dat kost veel tijd en geld.

### Afkortingen
Er zijn heel wat afkortingen die aangeven wat voor materiaal er gebruikt wordt in geleiders. 
De afkortingen zijn niet gestandaardiseerd en kunnen per leverancier verschillen.
| Afkorting | Betekenis                                      |
| --------- | ---------------------------------------------- |
| AAAC      | All Aluminium Alloy Conductor                  |
| AAC       | All Aluminium Conductor                        |
| AACSR     | All Alloy Aluminum Conductor Steel Reinforced  |
| AASC      | Aluminum Alloy Stranded Conductor              |
| ACAR      | Aluminum Conductors Alloy Reinforced           |
| ACCC      | Aluminum Conductor Composite Core (HTLS)       |
| ACCR      | Aluminum Conductor Composite Reinforced (HTLS) |
| ACFR      | Aluminum Conductor Fiber Reinforced            |
| ACSR      | Aluminum Conductor Steel Reinforced            |
| ACSS      | Aluminum Conductor Steel Supported             |
| AMS       | Aluminium Magnesium Silicium                   |
| HTLS      | High temperature low sag                       |
| HVCRC     | High Voltage Composite Reinforced Conductor    |

## Eigenschappen
Eigenschappen van enkele maten geleider ACSR van een willekeurige leverancier:
| Aanduiding             | 16/2,5                         | 265/35                         | 400/95                         | 1045/45                        | eenheid  |
| Diameter               | 5,4                            | 22,4                           | 27,9                           | 43                             | mm       |
| Doorsnede              | 17,8                           | 297,7                          | 462,6                          | 1090,9                         | mm2      |
| Weerstand              | 1,8769                         | 0,1095                         | 0,0771                         | 0,0277                         | ohm / km |
| Gewicht                | 61,6                           | 994,4                          | 1721,3                         | 3248,2                         | kg / km  |
| Continustroom max.     | 105                            | 680                            |                                | 1580                           | ampère   |
| Treksterkte            | 5,8                            | 81,4                           | 156,3                          | 218,9                          | kN       |
| Draden (alu/kern)      | 6/1                            | 24/7                           | 30/7                           | 72/7                           |          |
| Materiaal              | Aluminium met stalen kern      | Aluminium met stalen kern      | Aluminium met stalen kern      | Aluminium met stalen kern      |          |
| Toegestane temperatuur | −25 tot +80                    | −25 tot +80                    | −25 tot +80                    | −25 tot +80                    | °C       |
| Normen                 | DIN 48204, EN 50182, IEC 61597 | DIN 48204, EN 50182, IEC 61597 | DIN 48204, EN 50182, IEC 61597 | DIN 48204, EN 50182, IEC 61597 |          |

De weerstand kan ook worden opgegeven in procenten IACS, de standaardwaarde voor de elektrische geleidbaarheid van commercieel verkrijgbaar koper. Een geleider wordt meestal samengesteld uit een aantal individuele draden. In het verleden waren die rond, maar bij modernere geleiders hebben ze min of meer de vorm van een trapezium.

## Ophanging
Geleiders worden uiteraard geïsoleerd opgehangen, bliksemdraden niet. Ze hangen aan isolatorkettingen en staafisolatoren van keramiek of, moderner, van kunststof. Soms zijn er bij de ophangpunten nog gewichten aan bevestigd.
Er zijn diverse manieren van ophangen van de geleiders.
Veel voorkomend, vooral bij vakwerkmasten zijn:
- Ophanging aan een recht naar beneden hangende isolator of isolatorketting, enkel of dubbel uitgevoerd. Dit komt het meeste voor.
- Afspanning, waarbij de isolatoren in het verlengde van de geleiders lopen en de spankracht opvangen.
- V-ophanging, waardoor de geleiders geen zijwaartse beweging kunnen maken. Dat kan van belang zijn om kortsluiting te voorkomen, of om te zorgen dat de magneetvelden binnen de perken blijven.
- Halfverankering: daarbij hangen de isolatoren als een omgekeerde V.

Combinaties hiervan worden ook toegepast. Verder zijn nog andere mogelijkheden, zoals bij de Wintrack, met twee isolatoren waarvan er een drukkracht uitoefent, wat met isolatorkettingen niet kan. De Britse T-pylon en de Franse Équilibre hebben een afwijkende ophanging.
Er wordt in sommige omstandigheden tussen de geleiders in een bundel onderling een afstandhouder geplaatst.

Ophanging geleiders
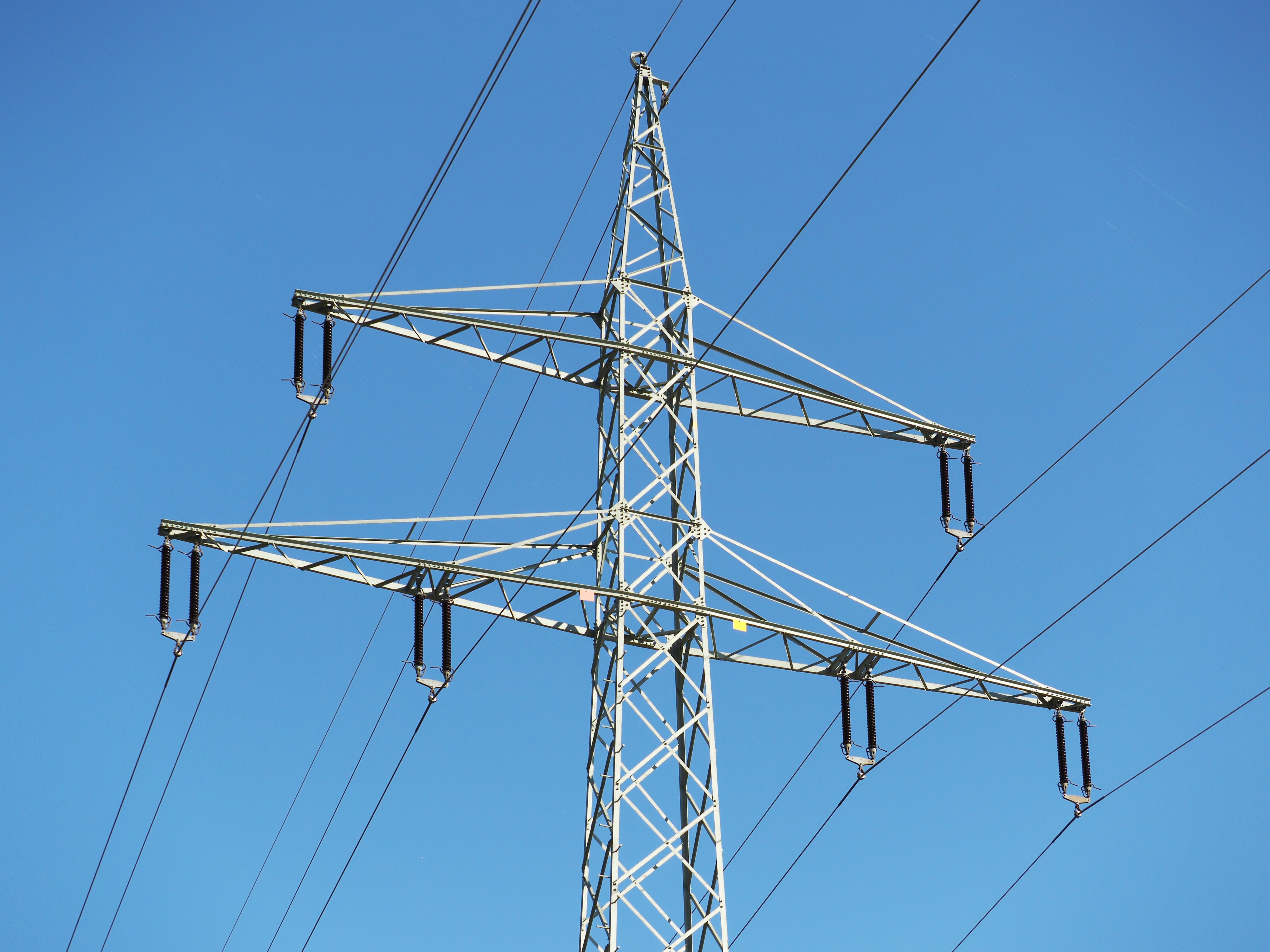
De meest voorkomende ophanging: isolatoren verticaal
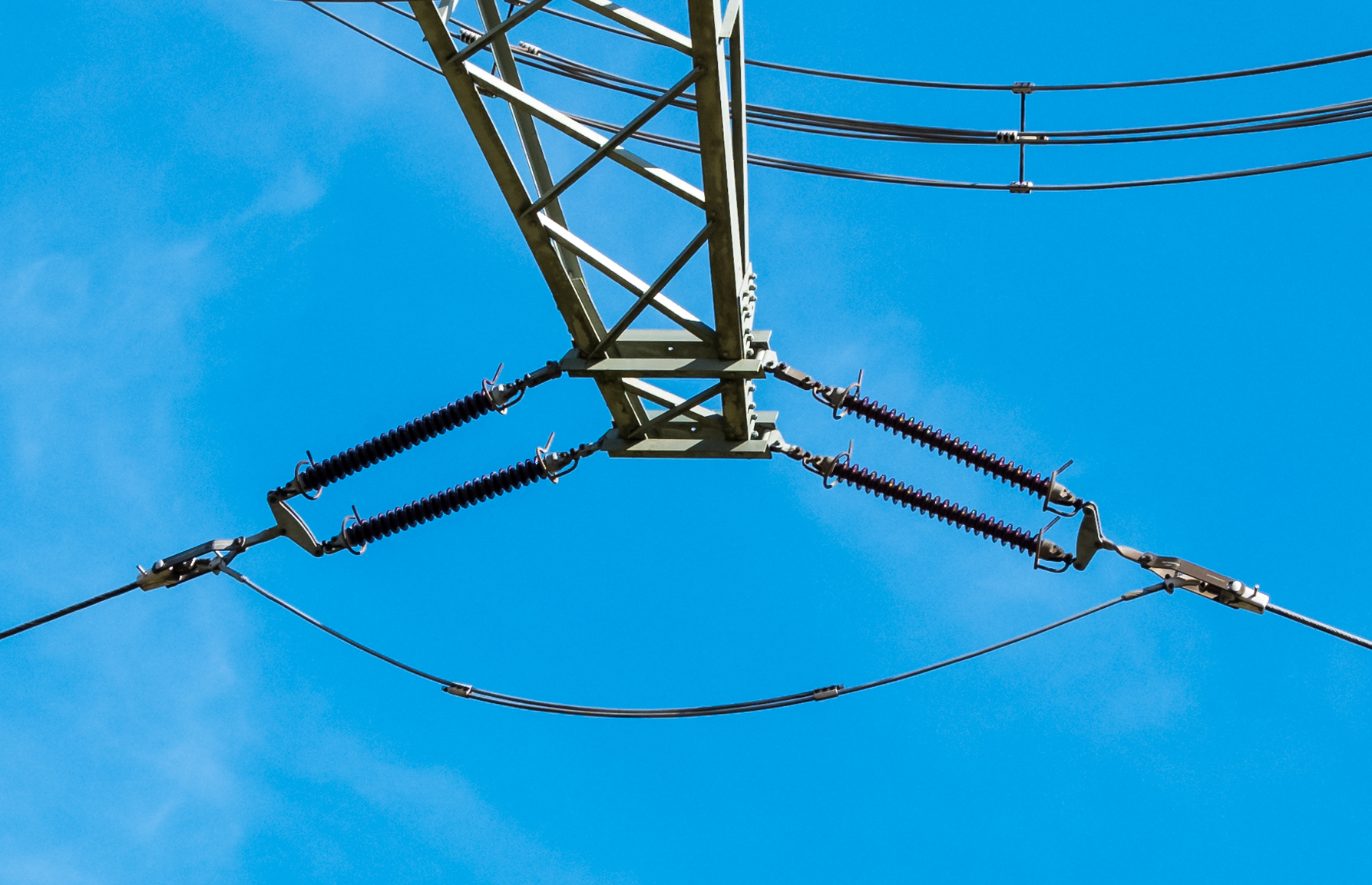
Afspanning met daaronder de "bretel" met de doorverbinding tussen geleidersecties
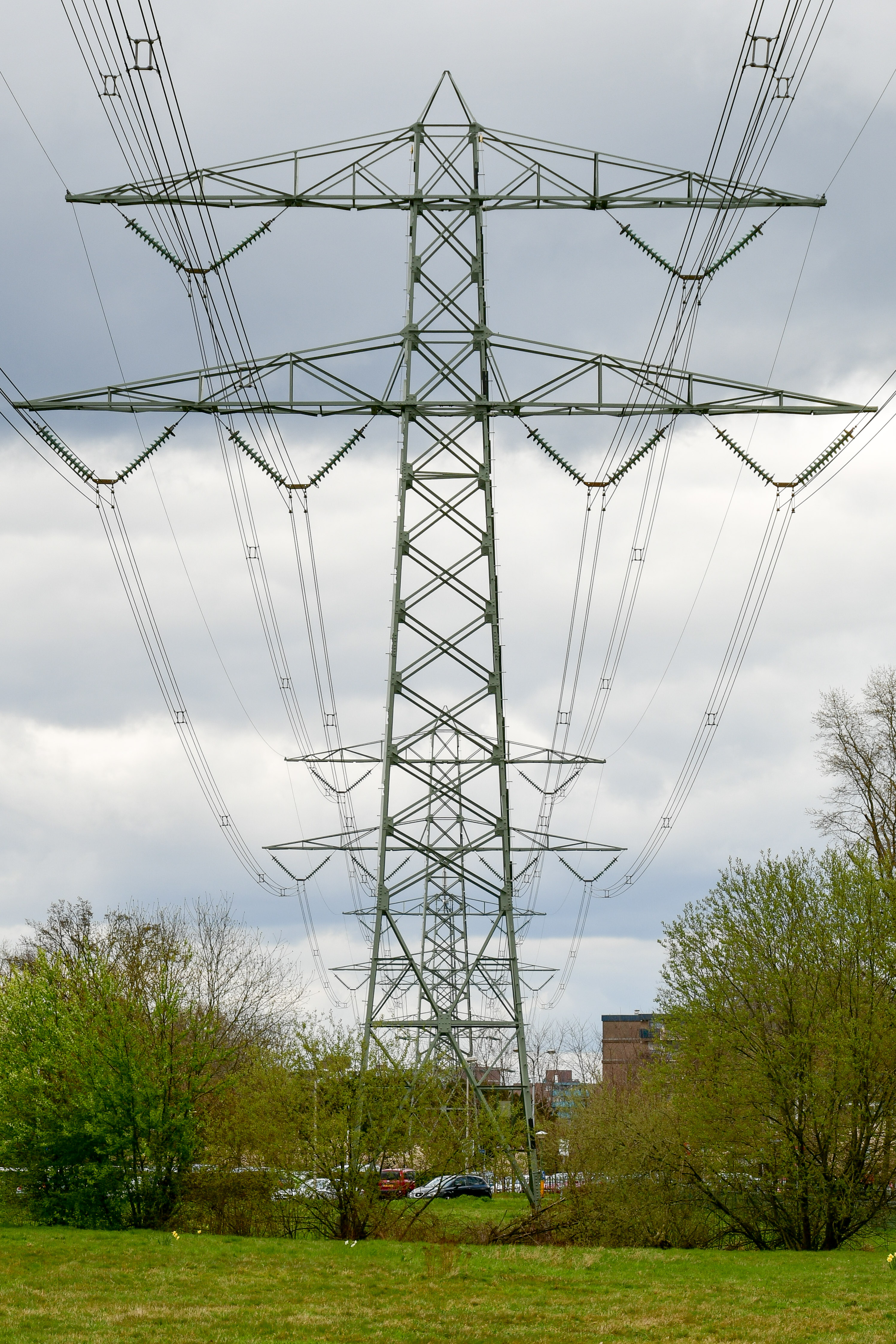
Isolatoren in V-vorm
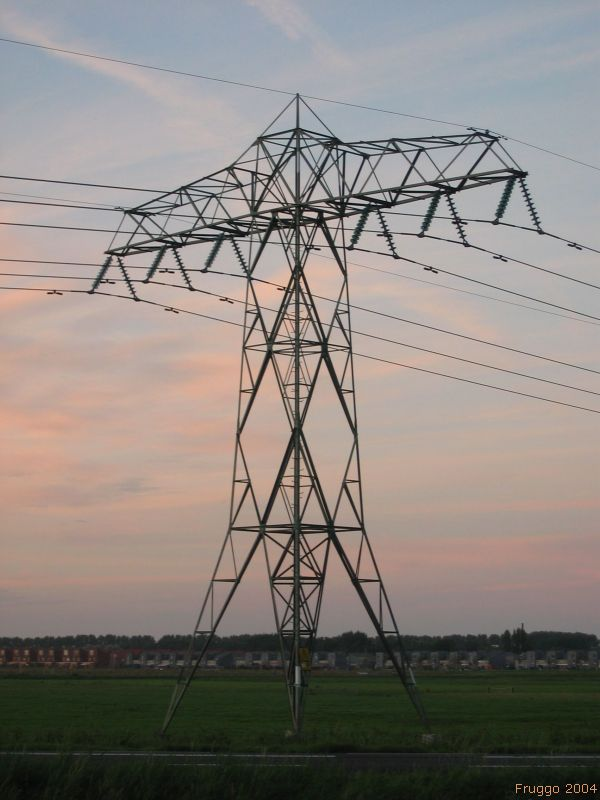
Halfverankering, isolatoren als omgekeerde V
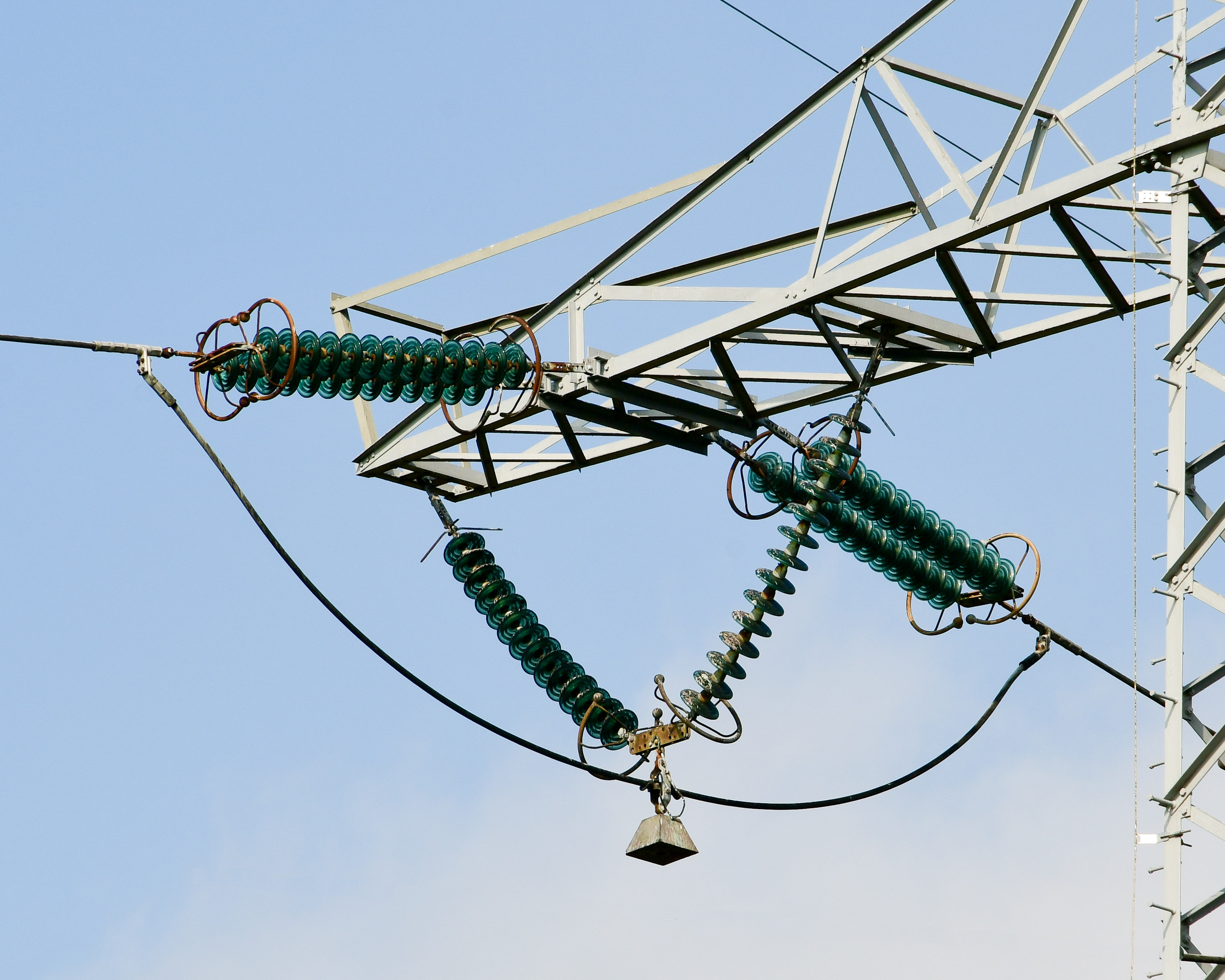
Afspanning gecombineerd met V-vorm en gewicht
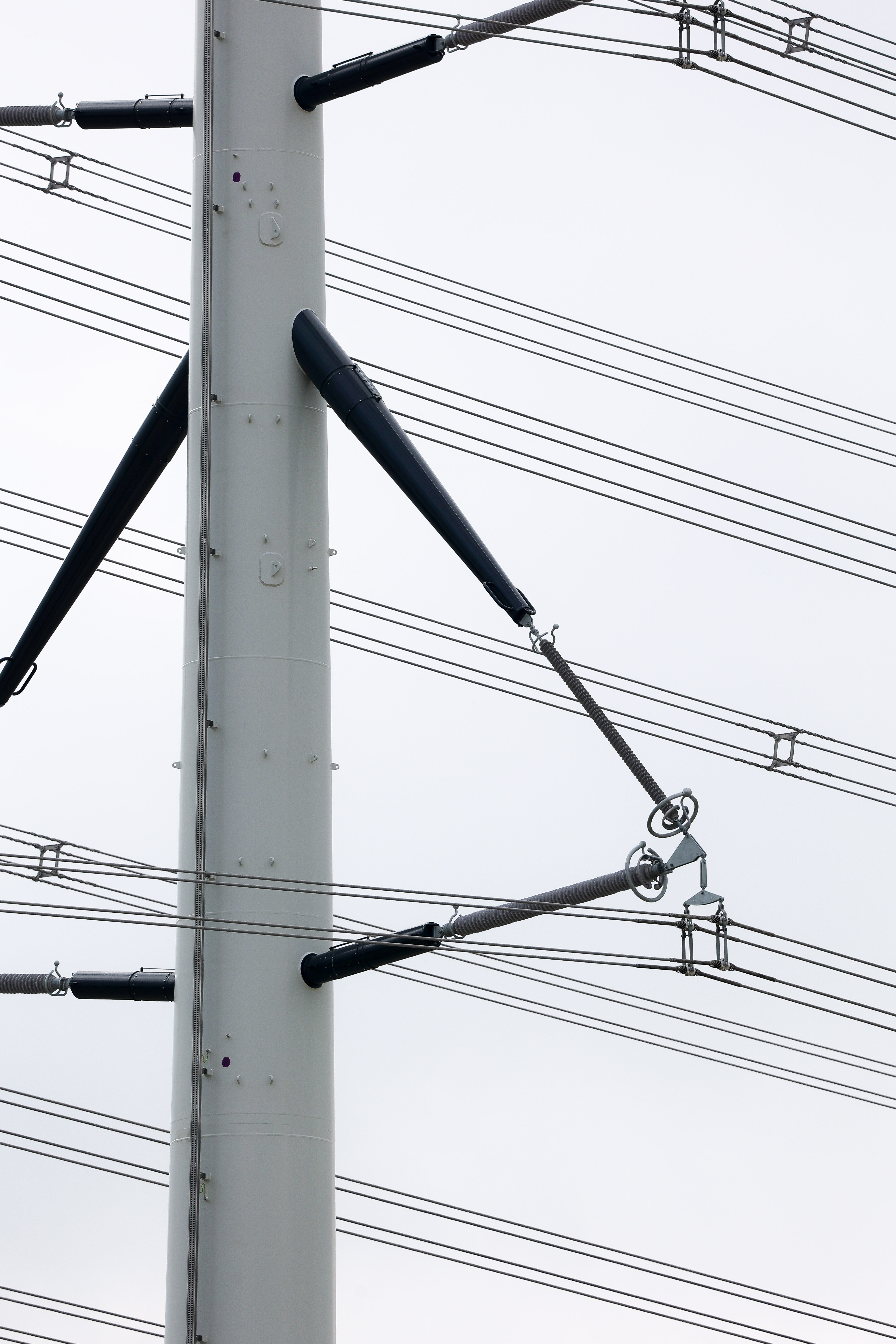
Ophanging aan een Wintrack
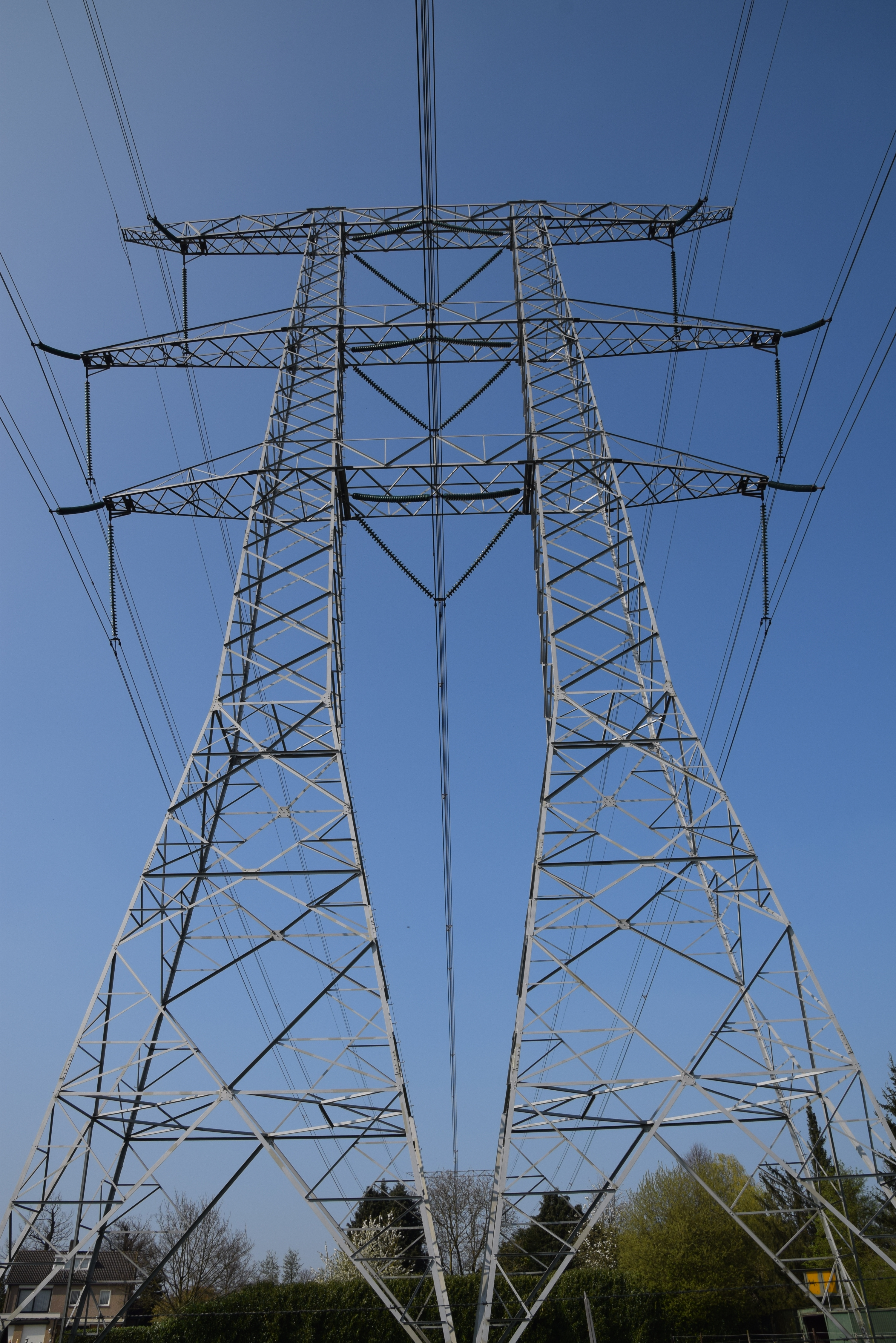
Dubbele halfverankering met V-vorm voor de middelste geleiders
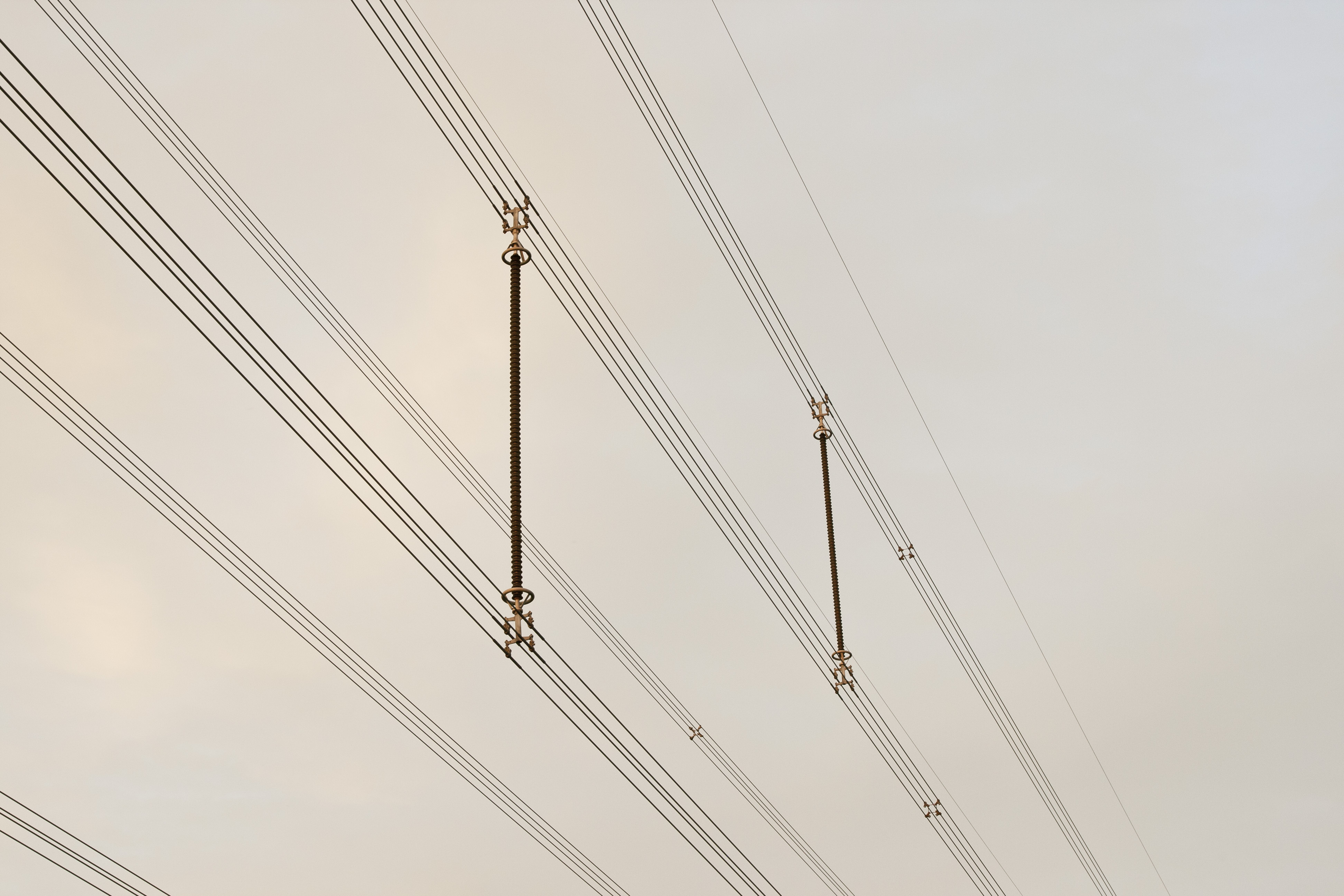
Afstandhouders tussen vierbundels

## Configuratie
In de meeste elektriciteitsnetten wordt driefasespanning of draaistroom gebruikt. Daarom hebben wisselspanningscircuits elk drie geleiders of geleiderbundels. De onderlinge posities daarvan, de configuratie, is meestal:
- naast elkaar, zoals bij de eenvlaksmast
- twee naast elkaar en een er boven of er onder, de tweevlaksconfiguratie. Daar een specifieke vorm van is de
  - donauconfiguratie met de donaumast
- boven elkaar, een drievlaksconfiguratie, ook met een specifieke vorm, de
  - tonconfiguratie met de tonmast

Het komt voor dat verschillende configuraties in dezelfde mast worden gecombineerd. De positie van de bliksemdraden heeft geen verband met die van de geleiders. De meeste masten in Nederland dragen twee circuits, soms drie of vier, en ook enkelcircuitmasten komen voor. Masten met drie of vier circuits zijn meestal drievlaksmasten. In Duitsland komen ook lijnen voor met circuits van twee geleiders. Die worden gebruikt voor de tractiestroom voor het Duitse spoorwegnet. In China bestaan bovengrondse gelijkspanningslijnen en die hebben ook circuits van twee geleiders.

Geleiderconfiguraties
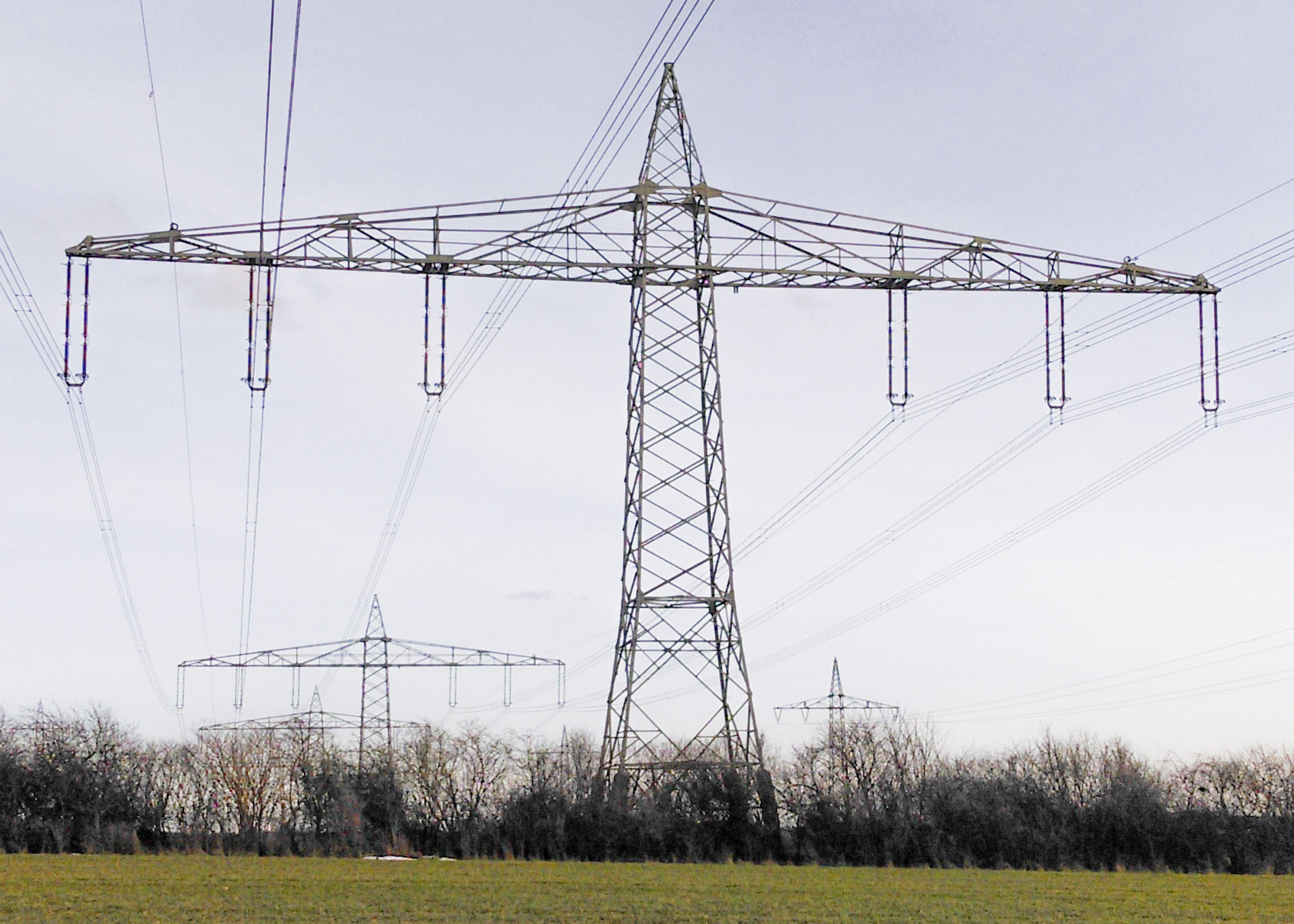
Eenvlaks: alle geleiders hangen op dezelfde hoogte
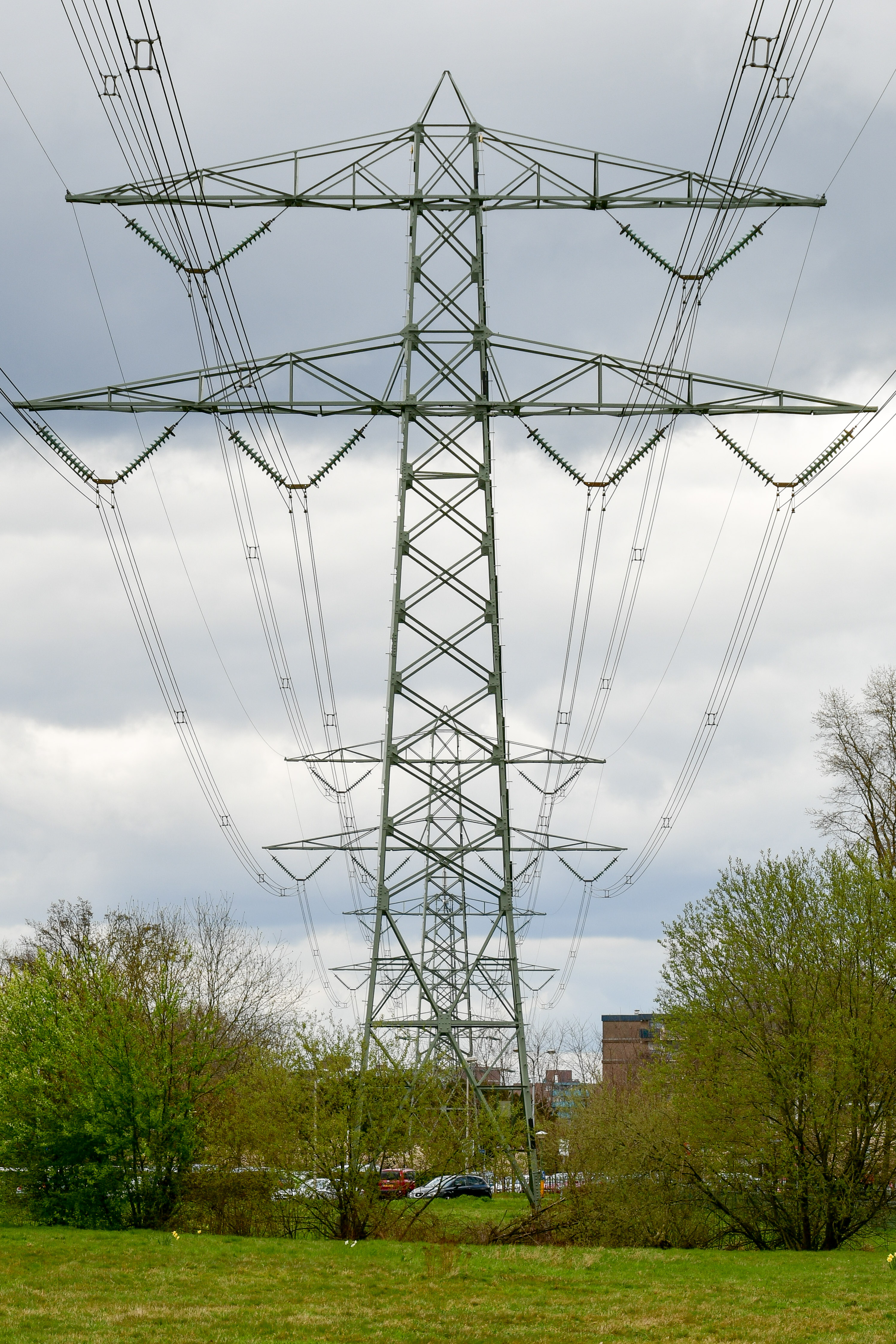
Donau: twee gelijkzijdige driehoeken met de punt boven
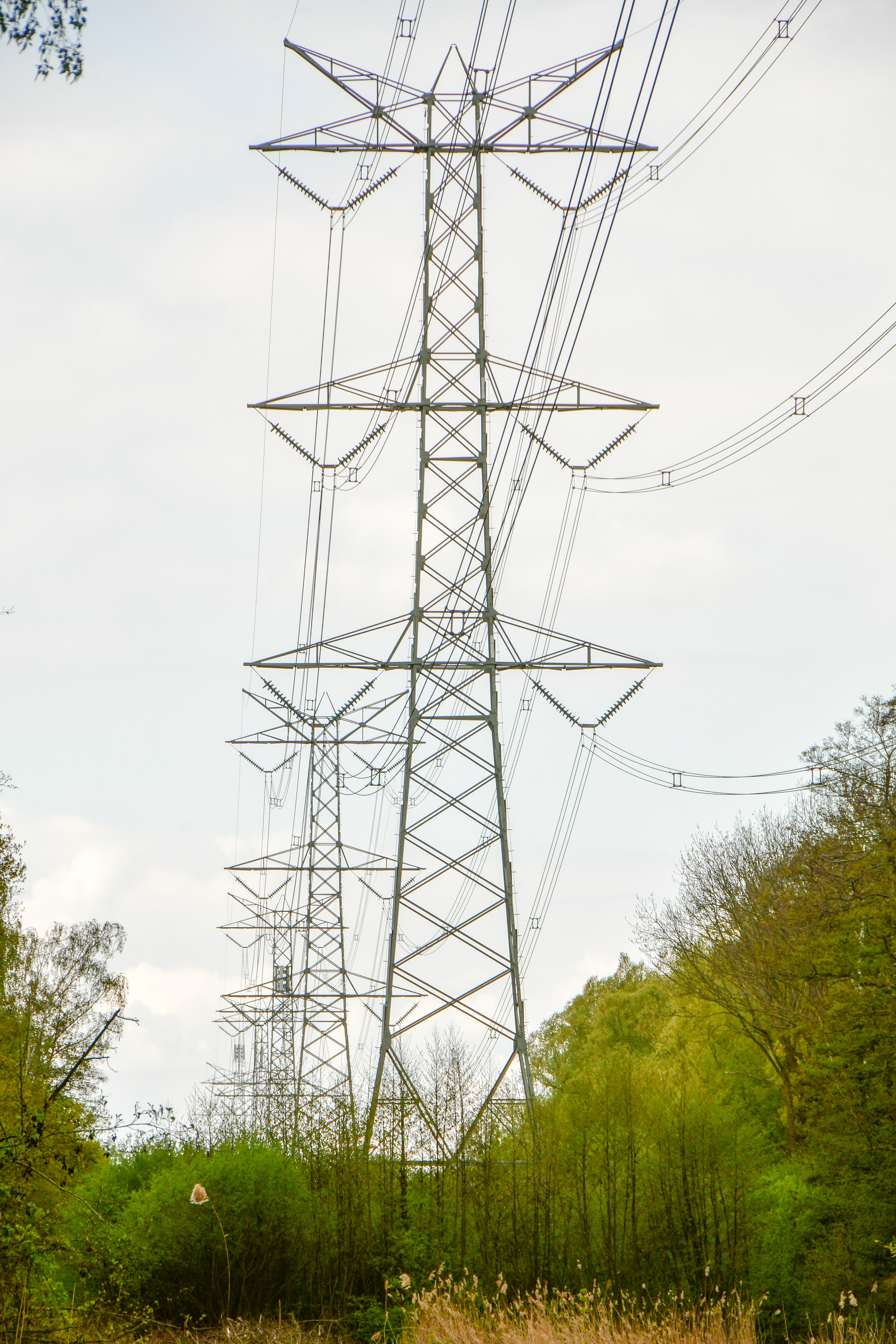
Drievlaks, twee circuits
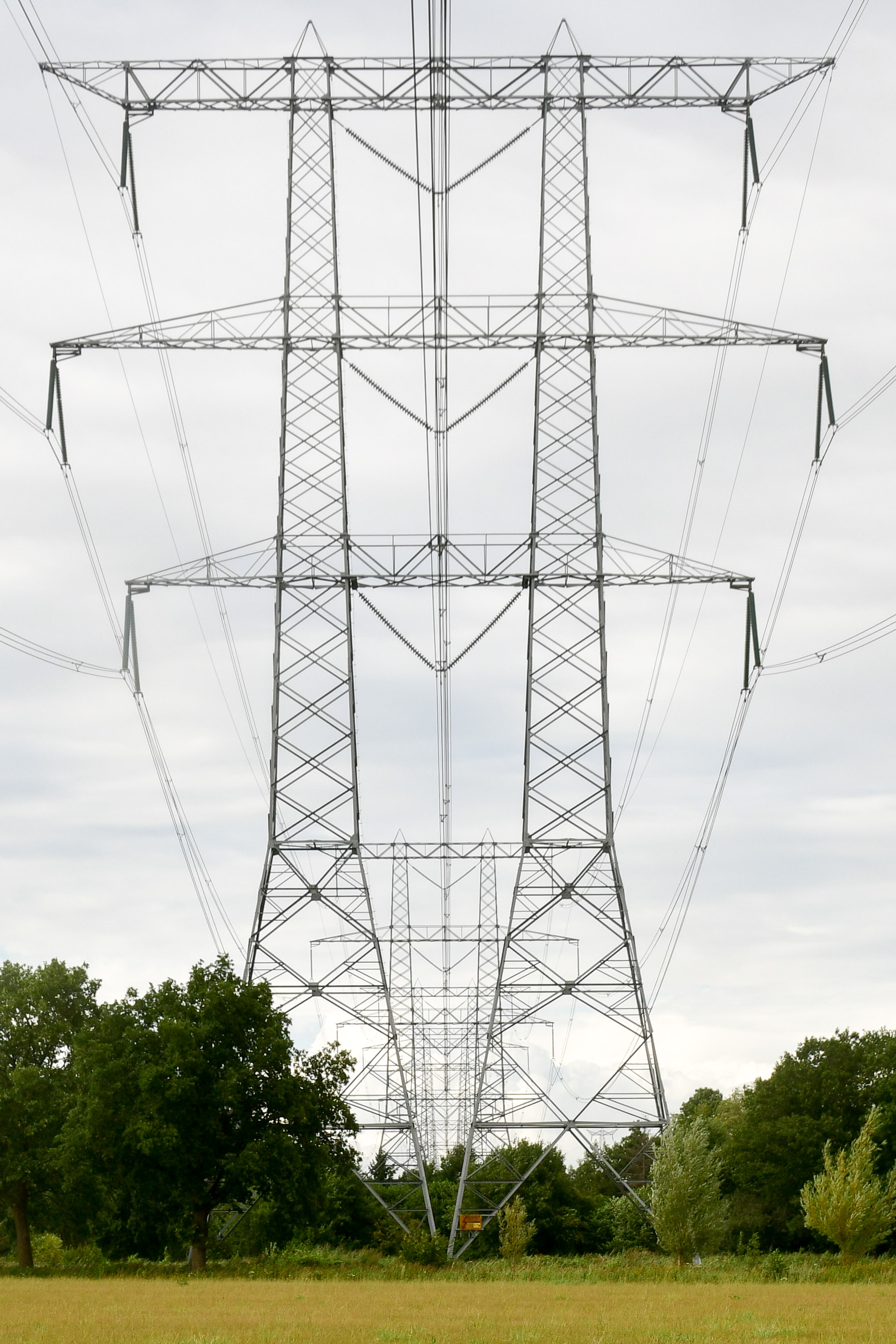
Drievlaks, drie circuits
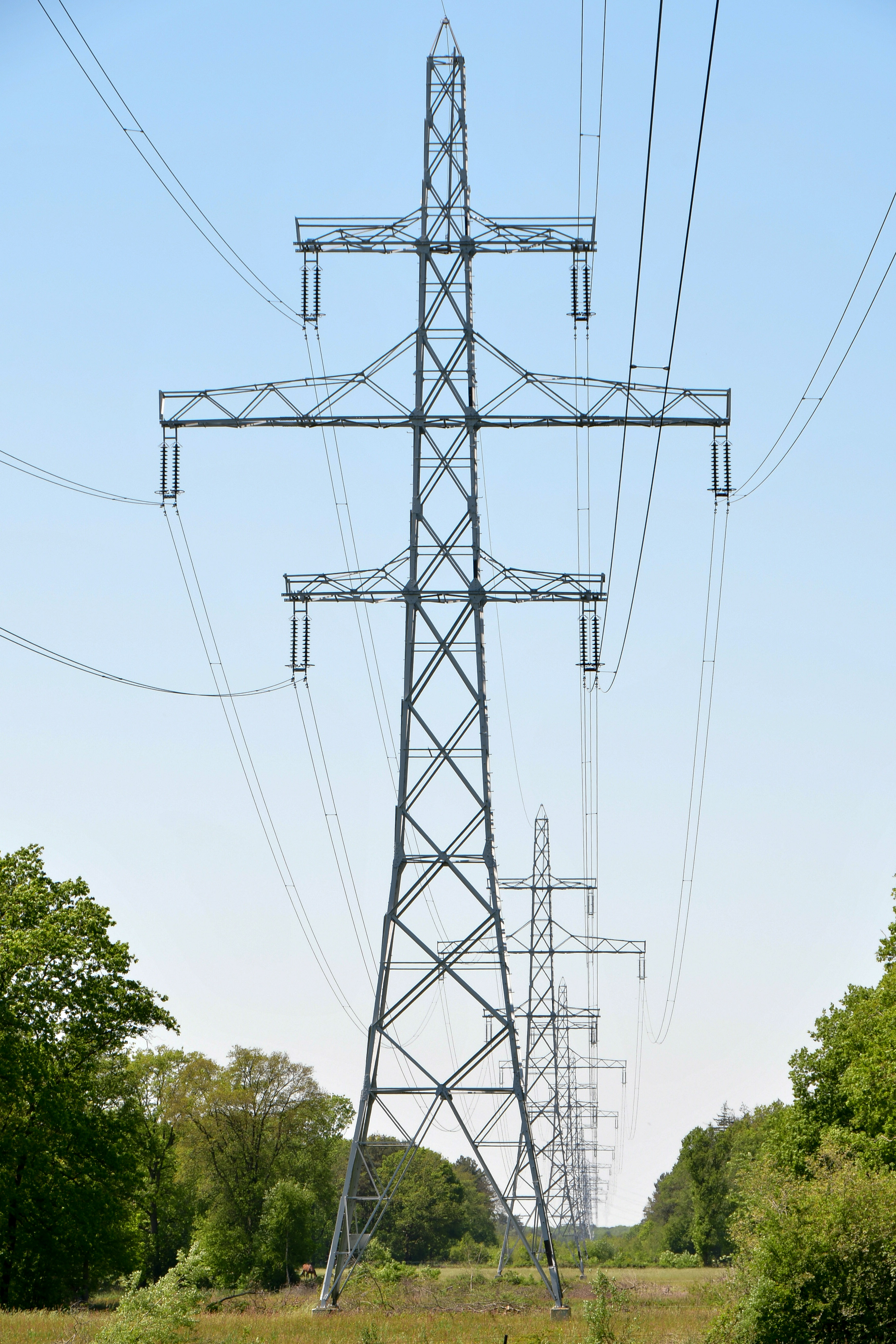
Ton
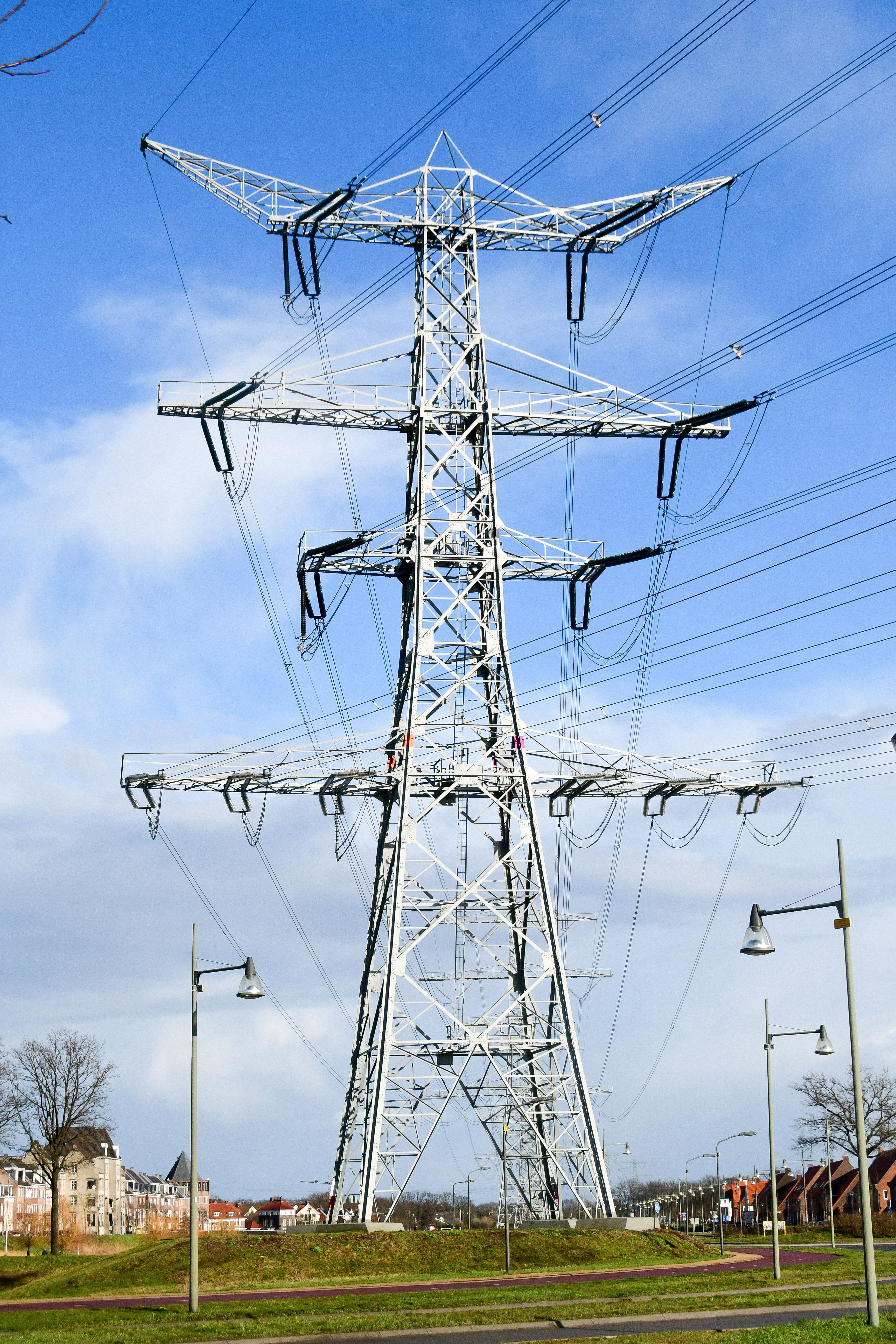
Combinatie van tonconfiguratie (boven) een eenvlaksconfiguratie (onder)

## Doorverbinden
Leveranciers leveren haspels met daarop hooguit enkele kilometers geleider. Vrijwel alle hoogspanningslijnen zijn veel langer dan op een enkele haspel past. De geleidersegmenten moeten dus worden doorverbonden. Dat gebeurt meestal in afspanmasten, waaronder hoekmasten, in de lussen, die bretels worden genoemd, die onder de draagarmen hangen. Daar worden dan de uiteinden van de segmenten met aan elkaar vastgemaakt. Het komt ook voor dat de geleiders eindigen in klemmen waar een soort lippen aan vastzitten. Aan die lippen wordt dan een los stuk draad vastgemaakt. Een enkele keer wordt tussen masten in een persmof gebruikt. Er zijn ook andere, minder gebruikte manieren, bijvoorbeeld bij Wintrackmasten. Daar zit de doorverbinding in een horizontaal cirkelsegment.

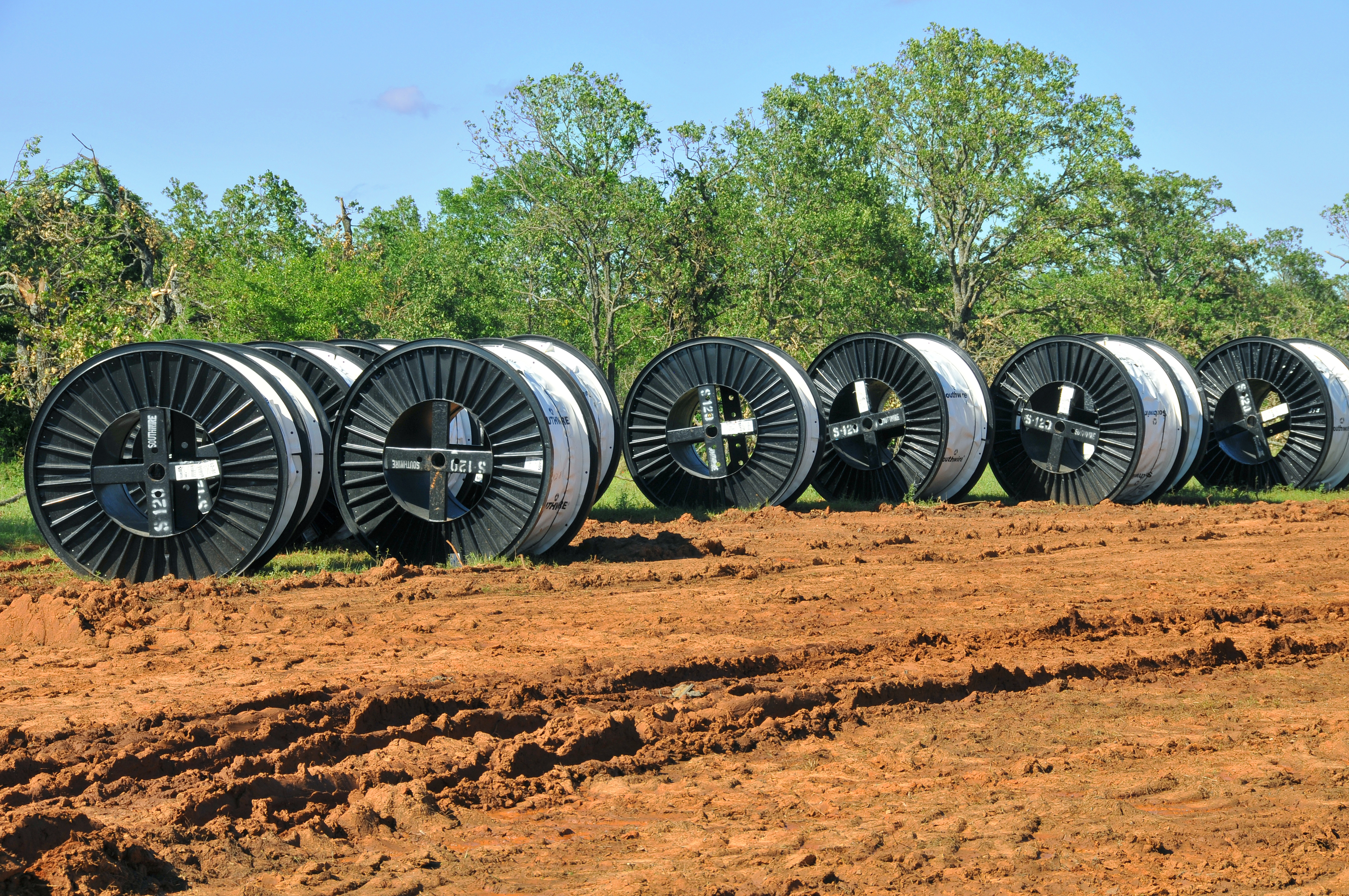
Haspels met hoogspanningsgeleiders
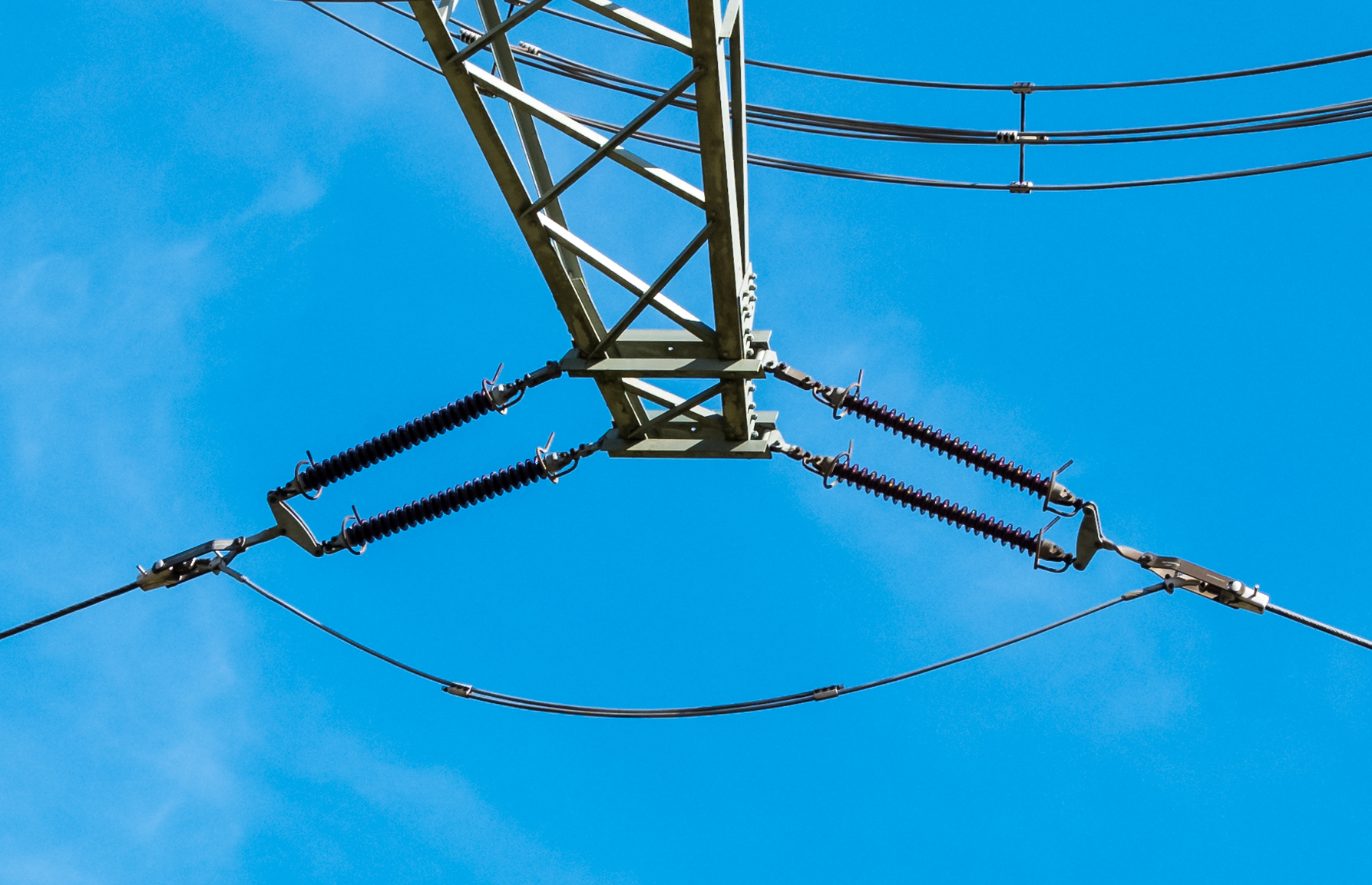
Bretel met de verbinding tussen geleidersecties, tevens een voorbeeld van afspanning
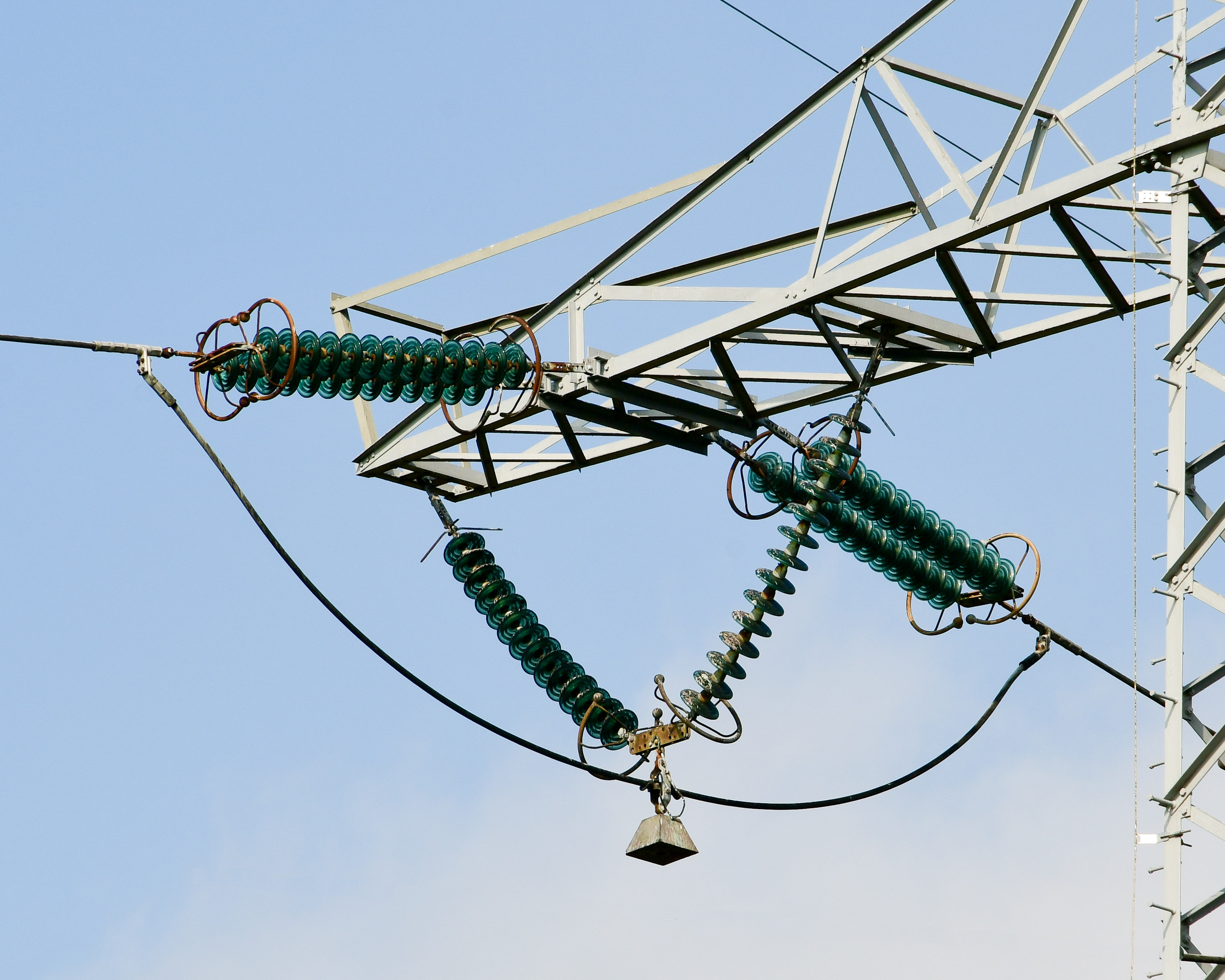
Apart stuk draad verbindt de geleidersecties
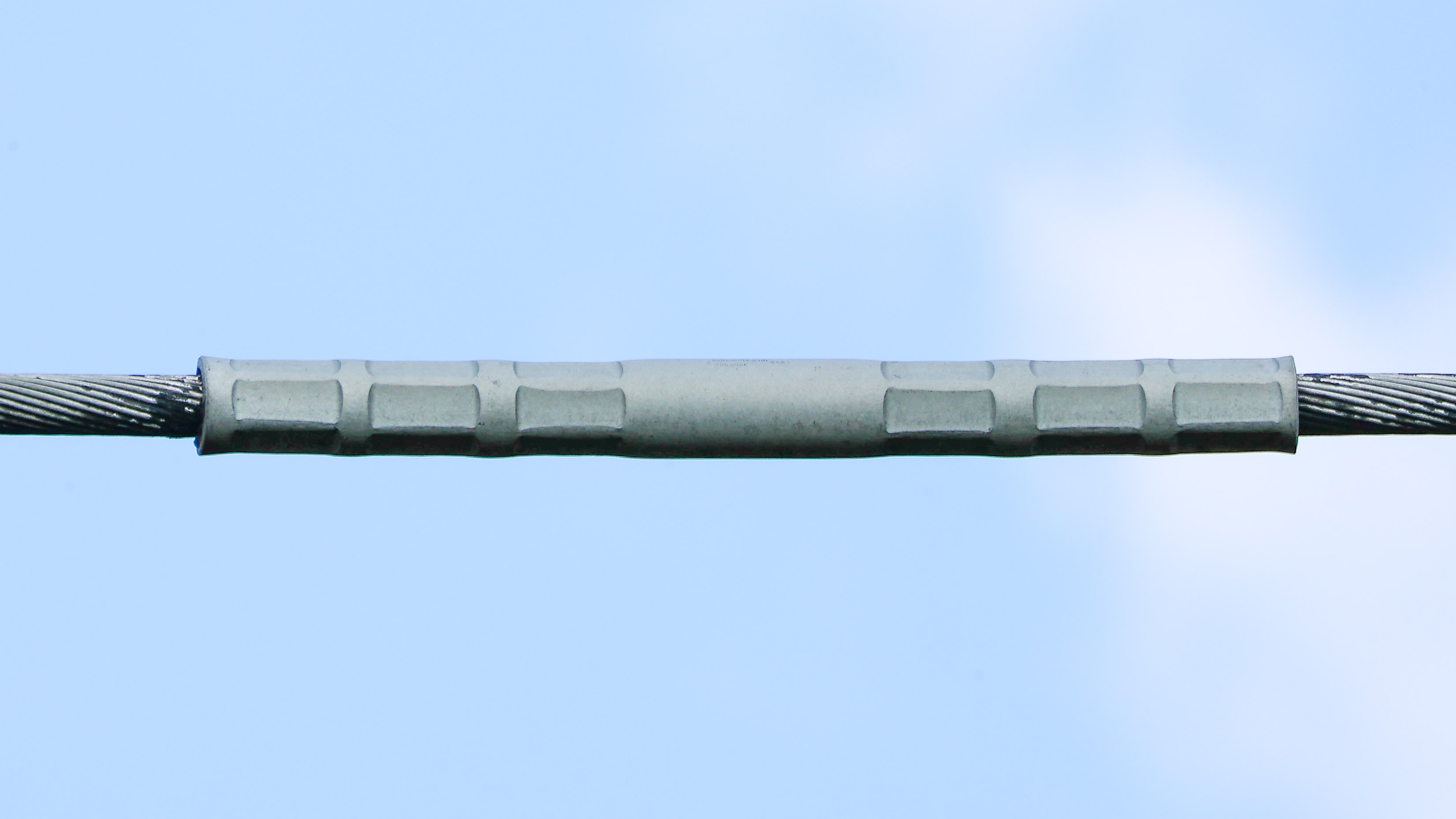
Persmof in een 150kV-lijn
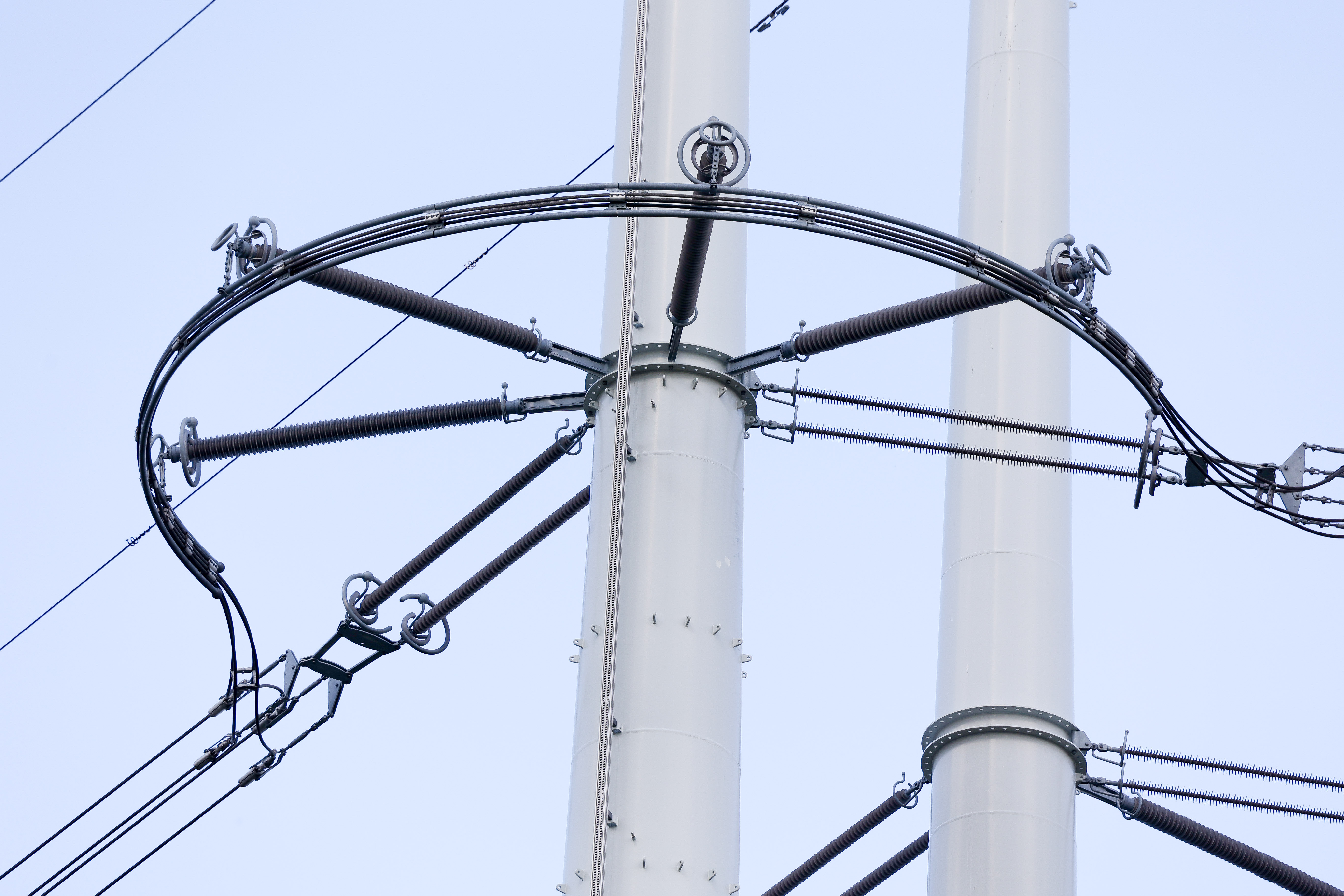
Doorverbinding in een Wintrackmast

## Normen
Er bestaat een aantal normbladen met betrekking tot geleiders. Enkele voorbeelden:
- NEN-EN-IEC 62219:2002 - Geleiders voor bovengrondse lijnen - Uit niet-rond draad in concentrische lagen samengeslagen geleiders
- NEN-EN 50182:2001 - Geleiders voor bovengrondse lijnen - Uit ronde draad in concentrische lagen samengeslagen geleiders

Draadslachtoffers - Driefasespanning - Dwarsregeltransformator - Elektriciteitscentrale - Hoogspanningsleiding - Hoogspanningsnet - Kortsluitingen in hoog- en laagspanningsnetten - Netbeheerder - Onderstation - Scheidingsschakelaar - Vermogenschakelaar - Vermogenstransformatorwikkeling - Vermogenstransformator